# Attaque Parham
Pour les articles homonymes, voir Parham.
Cet article utilise la notation algébrique pour décrire des coups du jeu d'échecs.
|   | a | b | c | d | e | f | g | h |   |
| 8 | Tour noire sur case blanche a8 · Cavalier noir sur case noire b8 · Fou noir sur case blanche c8 · Dame noire sur case noire d8 · Roi noir sur case blanche e8 · Fou noir sur case noire f8 · Cavalier noir sur case blanche g8 · Tour noire sur case noire h8 · Pion noir sur case noire a7 · Pion noir sur case blanche b7 · Pion noir sur case noire c7 · Pion noir sur case blanche d7 · Pion noir sur case blanche f7 · Pion noir sur case noire g7 · Pion noir sur case blanche h7 · Pion noir sur case noire e5 · Dame blanche sur case blanche h5 · Pion blanc sur case blanche e4 · Pion blanc sur case blanche a2 · Pion blanc sur case noire b2 · Pion blanc sur case blanche c2 · Pion blanc sur case noire d2 · Pion blanc sur case noire f2 · Pion blanc sur case blanche g2 · Pion blanc sur case noire h2 · Tour blanche sur case noire a1 · Cavalier blanc sur case blanche b1 · Fou blanc sur case noire c1 · Roi blanc sur case noire e1 · Fou blanc sur case blanche f1 · Cavalier blanc sur case noire g1 · Tour blanche sur case blanche h1 | Tour noire sur case blanche a8 · Cavalier noir sur case noire b8 · Fou noir sur case blanche c8 · Dame noire sur case noire d8 · Roi noir sur case blanche e8 · Fou noir sur case noire f8 · Cavalier noir sur case blanche g8 · Tour noire sur case noire h8 · Pion noir sur case noire a7 · Pion noir sur case blanche b7 · Pion noir sur case noire c7 · Pion noir sur case blanche d7 · Pion noir sur case blanche f7 · Pion noir sur case noire g7 · Pion noir sur case blanche h7 · Pion noir sur case noire e5 · Dame blanche sur case blanche h5 · Pion blanc sur case blanche e4 · Pion blanc sur case blanche a2 · Pion blanc sur case noire b2 · Pion blanc sur case blanche c2 · Pion blanc sur case noire d2 · Pion blanc sur case noire f2 · Pion blanc sur case blanche g2 · Pion blanc sur case noire h2 · Tour blanche sur case noire a1 · Cavalier blanc sur case blanche b1 · Fou blanc sur case noire c1 · Roi blanc sur case noire e1 · Fou blanc sur case blanche f1 · Cavalier blanc sur case noire g1 · Tour blanche sur case blanche h1 | Tour noire sur case blanche a8 · Cavalier noir sur case noire b8 · Fou noir sur case blanche c8 · Dame noire sur case noire d8 · Roi noir sur case blanche e8 · Fou noir sur case noire f8 · Cavalier noir sur case blanche g8 · Tour noire sur case noire h8 · Pion noir sur case noire a7 · Pion noir sur case blanche b7 · Pion noir sur case noire c7 · Pion noir sur case blanche d7 · Pion noir sur case blanche f7 · Pion noir sur case noire g7 · Pion noir sur case blanche h7 · Pion noir sur case noire e5 · Dame blanche sur case blanche h5 · Pion blanc sur case blanche e4 · Pion blanc sur case blanche a2 · Pion blanc sur case noire b2 · Pion blanc sur case blanche c2 · Pion blanc sur case noire d2 · Pion blanc sur case noire f2 · Pion blanc sur case blanche g2 · Pion blanc sur case noire h2 · Tour blanche sur case noire a1 · Cavalier blanc sur case blanche b1 · Fou blanc sur case noire c1 · Roi blanc sur case noire e1 · Fou blanc sur case blanche f1 · Cavalier blanc sur case noire g1 · Tour blanche sur case blanche h1 | Tour noire sur case blanche a8 · Cavalier noir sur case noire b8 · Fou noir sur case blanche c8 · Dame noire sur case noire d8 · Roi noir sur case blanche e8 · Fou noir sur case noire f8 · Cavalier noir sur case blanche g8 · Tour noire sur case noire h8 · Pion noir sur case noire a7 · Pion noir sur case blanche b7 · Pion noir sur case noire c7 · Pion noir sur case blanche d7 · Pion noir sur case blanche f7 · Pion noir sur case noire g7 · Pion noir sur case blanche h7 · Pion noir sur case noire e5 · Dame blanche sur case blanche h5 · Pion blanc sur case blanche e4 · Pion blanc sur case blanche a2 · Pion blanc sur case noire b2 · Pion blanc sur case blanche c2 · Pion blanc sur case noire d2 · Pion blanc sur case noire f2 · Pion blanc sur case blanche g2 · Pion blanc sur case noire h2 · Tour blanche sur case noire a1 · Cavalier blanc sur case blanche b1 · Fou blanc sur case noire c1 · Roi blanc sur case noire e1 · Fou blanc sur case blanche f1 · Cavalier blanc sur case noire g1 · Tour blanche sur case blanche h1 | Tour noire sur case blanche a8 · Cavalier noir sur case noire b8 · Fou noir sur case blanche c8 · Dame noire sur case noire d8 · Roi noir sur case blanche e8 · Fou noir sur case noire f8 · Cavalier noir sur case blanche g8 · Tour noire sur case noire h8 · Pion noir sur case noire a7 · Pion noir sur case blanche b7 · Pion noir sur case noire c7 · Pion noir sur case blanche d7 · Pion noir sur case blanche f7 · Pion noir sur case noire g7 · Pion noir sur case blanche h7 · Pion noir sur case noire e5 · Dame blanche sur case blanche h5 · Pion blanc sur case blanche e4 · Pion blanc sur case blanche a2 · Pion blanc sur case noire b2 · Pion blanc sur case blanche c2 · Pion blanc sur case noire d2 · Pion blanc sur case noire f2 · Pion blanc sur case blanche g2 · Pion blanc sur case noire h2 · Tour blanche sur case noire a1 · Cavalier blanc sur case blanche b1 · Fou blanc sur case noire c1 · Roi blanc sur case noire e1 · Fou blanc sur case blanche f1 · Cavalier blanc sur case noire g1 · Tour blanche sur case blanche h1 | Tour noire sur case blanche a8 · Cavalier noir sur case noire b8 · Fou noir sur case blanche c8 · Dame noire sur case noire d8 · Roi noir sur case blanche e8 · Fou noir sur case noire f8 · Cavalier noir sur case blanche g8 · Tour noire sur case noire h8 · Pion noir sur case noire a7 · Pion noir sur case blanche b7 · Pion noir sur case noire c7 · Pion noir sur case blanche d7 · Pion noir sur case blanche f7 · Pion noir sur case noire g7 · Pion noir sur case blanche h7 · Pion noir sur case noire e5 · Dame blanche sur case blanche h5 · Pion blanc sur case blanche e4 · Pion blanc sur case blanche a2 · Pion blanc sur case noire b2 · Pion blanc sur case blanche c2 · Pion blanc sur case noire d2 · Pion blanc sur case noire f2 · Pion blanc sur case blanche g2 · Pion blanc sur case noire h2 · Tour blanche sur case noire a1 · Cavalier blanc sur case blanche b1 · Fou blanc sur case noire c1 · Roi blanc sur case noire e1 · Fou blanc sur case blanche f1 · Cavalier blanc sur case noire g1 · Tour blanche sur case blanche h1 | Tour noire sur case blanche a8 · Cavalier noir sur case noire b8 · Fou noir sur case blanche c8 · Dame noire sur case noire d8 · Roi noir sur case blanche e8 · Fou noir sur case noire f8 · Cavalier noir sur case blanche g8 · Tour noire sur case noire h8 · Pion noir sur case noire a7 · Pion noir sur case blanche b7 · Pion noir sur case noire c7 · Pion noir sur case blanche d7 · Pion noir sur case blanche f7 · Pion noir sur case noire g7 · Pion noir sur case blanche h7 · Pion noir sur case noire e5 · Dame blanche sur case blanche h5 · Pion blanc sur case blanche e4 · Pion blanc sur case blanche a2 · Pion blanc sur case noire b2 · Pion blanc sur case blanche c2 · Pion blanc sur case noire d2 · Pion blanc sur case noire f2 · Pion blanc sur case blanche g2 · Pion blanc sur case noire h2 · Tour blanche sur case noire a1 · Cavalier blanc sur case blanche b1 · Fou blanc sur case noire c1 · Roi blanc sur case noire e1 · Fou blanc sur case blanche f1 · Cavalier blanc sur case noire g1 · Tour blanche sur case blanche h1 | Tour noire sur case blanche a8 · Cavalier noir sur case noire b8 · Fou noir sur case blanche c8 · Dame noire sur case noire d8 · Roi noir sur case blanche e8 · Fou noir sur case noire f8 · Cavalier noir sur case blanche g8 · Tour noire sur case noire h8 · Pion noir sur case noire a7 · Pion noir sur case blanche b7 · Pion noir sur case noire c7 · Pion noir sur case blanche d7 · Pion noir sur case blanche f7 · Pion noir sur case noire g7 · Pion noir sur case blanche h7 · Pion noir sur case noire e5 · Dame blanche sur case blanche h5 · Pion blanc sur case blanche e4 · Pion blanc sur case blanche a2 · Pion blanc sur case noire b2 · Pion blanc sur case blanche c2 · Pion blanc sur case noire d2 · Pion blanc sur case noire f2 · Pion blanc sur case blanche g2 · Pion blanc sur case noire h2 · Tour blanche sur case noire a1 · Cavalier blanc sur case blanche b1 · Fou blanc sur case noire c1 · Roi blanc sur case noire e1 · Fou blanc sur case blanche f1 · Cavalier blanc sur case noire g1 · Tour blanche sur case blanche h1 | 8 |
| 7 | Tour noire sur case blanche a8 · Cavalier noir sur case noire b8 · Fou noir sur case blanche c8 · Dame noire sur case noire d8 · Roi noir sur case blanche e8 · Fou noir sur case noire f8 · Cavalier noir sur case blanche g8 · Tour noire sur case noire h8 · Pion noir sur case noire a7 · Pion noir sur case blanche b7 · Pion noir sur case noire c7 · Pion noir sur case blanche d7 · Pion noir sur case blanche f7 · Pion noir sur case noire g7 · Pion noir sur case blanche h7 · Pion noir sur case noire e5 · Dame blanche sur case blanche h5 · Pion blanc sur case blanche e4 · Pion blanc sur case blanche a2 · Pion blanc sur case noire b2 · Pion blanc sur case blanche c2 · Pion blanc sur case noire d2 · Pion blanc sur case noire f2 · Pion blanc sur case blanche g2 · Pion blanc sur case noire h2 · Tour blanche sur case noire a1 · Cavalier blanc sur case blanche b1 · Fou blanc sur case noire c1 · Roi blanc sur case noire e1 · Fou blanc sur case blanche f1 · Cavalier blanc sur case noire g1 · Tour blanche sur case blanche h1 | Tour noire sur case blanche a8 · Cavalier noir sur case noire b8 · Fou noir sur case blanche c8 · Dame noire sur case noire d8 · Roi noir sur case blanche e8 · Fou noir sur case noire f8 · Cavalier noir sur case blanche g8 · Tour noire sur case noire h8 · Pion noir sur case noire a7 · Pion noir sur case blanche b7 · Pion noir sur case noire c7 · Pion noir sur case blanche d7 · Pion noir sur case blanche f7 · Pion noir sur case noire g7 · Pion noir sur case blanche h7 · Pion noir sur case noire e5 · Dame blanche sur case blanche h5 · Pion blanc sur case blanche e4 · Pion blanc sur case blanche a2 · Pion blanc sur case noire b2 · Pion blanc sur case blanche c2 · Pion blanc sur case noire d2 · Pion blanc sur case noire f2 · Pion blanc sur case blanche g2 · Pion blanc sur case noire h2 · Tour blanche sur case noire a1 · Cavalier blanc sur case blanche b1 · Fou blanc sur case noire c1 · Roi blanc sur case noire e1 · Fou blanc sur case blanche f1 · Cavalier blanc sur case noire g1 · Tour blanche sur case blanche h1 | Tour noire sur case blanche a8 · Cavalier noir sur case noire b8 · Fou noir sur case blanche c8 · Dame noire sur case noire d8 · Roi noir sur case blanche e8 · Fou noir sur case noire f8 · Cavalier noir sur case blanche g8 · Tour noire sur case noire h8 · Pion noir sur case noire a7 · Pion noir sur case blanche b7 · Pion noir sur case noire c7 · Pion noir sur case blanche d7 · Pion noir sur case blanche f7 · Pion noir sur case noire g7 · Pion noir sur case blanche h7 · Pion noir sur case noire e5 · Dame blanche sur case blanche h5 · Pion blanc sur case blanche e4 · Pion blanc sur case blanche a2 · Pion blanc sur case noire b2 · Pion blanc sur case blanche c2 · Pion blanc sur case noire d2 · Pion blanc sur case noire f2 · Pion blanc sur case blanche g2 · Pion blanc sur case noire h2 · Tour blanche sur case noire a1 · Cavalier blanc sur case blanche b1 · Fou blanc sur case noire c1 · Roi blanc sur case noire e1 · Fou blanc sur case blanche f1 · Cavalier blanc sur case noire g1 · Tour blanche sur case blanche h1 | Tour noire sur case blanche a8 · Cavalier noir sur case noire b8 · Fou noir sur case blanche c8 · Dame noire sur case noire d8 · Roi noir sur case blanche e8 · Fou noir sur case noire f8 · Cavalier noir sur case blanche g8 · Tour noire sur case noire h8 · Pion noir sur case noire a7 · Pion noir sur case blanche b7 · Pion noir sur case noire c7 · Pion noir sur case blanche d7 · Pion noir sur case blanche f7 · Pion noir sur case noire g7 · Pion noir sur case blanche h7 · Pion noir sur case noire e5 · Dame blanche sur case blanche h5 · Pion blanc sur case blanche e4 · Pion blanc sur case blanche a2 · Pion blanc sur case noire b2 · Pion blanc sur case blanche c2 · Pion blanc sur case noire d2 · Pion blanc sur case noire f2 · Pion blanc sur case blanche g2 · Pion blanc sur case noire h2 · Tour blanche sur case noire a1 · Cavalier blanc sur case blanche b1 · Fou blanc sur case noire c1 · Roi blanc sur case noire e1 · Fou blanc sur case blanche f1 · Cavalier blanc sur case noire g1 · Tour blanche sur case blanche h1 | Tour noire sur case blanche a8 · Cavalier noir sur case noire b8 · Fou noir sur case blanche c8 · Dame noire sur case noire d8 · Roi noir sur case blanche e8 · Fou noir sur case noire f8 · Cavalier noir sur case blanche g8 · Tour noire sur case noire h8 · Pion noir sur case noire a7 · Pion noir sur case blanche b7 · Pion noir sur case noire c7 · Pion noir sur case blanche d7 · Pion noir sur case blanche f7 · Pion noir sur case noire g7 · Pion noir sur case blanche h7 · Pion noir sur case noire e5 · Dame blanche sur case blanche h5 · Pion blanc sur case blanche e4 · Pion blanc sur case blanche a2 · Pion blanc sur case noire b2 · Pion blanc sur case blanche c2 · Pion blanc sur case noire d2 · Pion blanc sur case noire f2 · Pion blanc sur case blanche g2 · Pion blanc sur case noire h2 · Tour blanche sur case noire a1 · Cavalier blanc sur case blanche b1 · Fou blanc sur case noire c1 · Roi blanc sur case noire e1 · Fou blanc sur case blanche f1 · Cavalier blanc sur case noire g1 · Tour blanche sur case blanche h1 | Tour noire sur case blanche a8 · Cavalier noir sur case noire b8 · Fou noir sur case blanche c8 · Dame noire sur case noire d8 · Roi noir sur case blanche e8 · Fou noir sur case noire f8 · Cavalier noir sur case blanche g8 · Tour noire sur case noire h8 · Pion noir sur case noire a7 · Pion noir sur case blanche b7 · Pion noir sur case noire c7 · Pion noir sur case blanche d7 · Pion noir sur case blanche f7 · Pion noir sur case noire g7 · Pion noir sur case blanche h7 · Pion noir sur case noire e5 · Dame blanche sur case blanche h5 · Pion blanc sur case blanche e4 · Pion blanc sur case blanche a2 · Pion blanc sur case noire b2 · Pion blanc sur case blanche c2 · Pion blanc sur case noire d2 · Pion blanc sur case noire f2 · Pion blanc sur case blanche g2 · Pion blanc sur case noire h2 · Tour blanche sur case noire a1 · Cavalier blanc sur case blanche b1 · Fou blanc sur case noire c1 · Roi blanc sur case noire e1 · Fou blanc sur case blanche f1 · Cavalier blanc sur case noire g1 · Tour blanche sur case blanche h1 | Tour noire sur case blanche a8 · Cavalier noir sur case noire b8 · Fou noir sur case blanche c8 · Dame noire sur case noire d8 · Roi noir sur case blanche e8 · Fou noir sur case noire f8 · Cavalier noir sur case blanche g8 · Tour noire sur case noire h8 · Pion noir sur case noire a7 · Pion noir sur case blanche b7 · Pion noir sur case noire c7 · Pion noir sur case blanche d7 · Pion noir sur case blanche f7 · Pion noir sur case noire g7 · Pion noir sur case blanche h7 · Pion noir sur case noire e5 · Dame blanche sur case blanche h5 · Pion blanc sur case blanche e4 · Pion blanc sur case blanche a2 · Pion blanc sur case noire b2 · Pion blanc sur case blanche c2 · Pion blanc sur case noire d2 · Pion blanc sur case noire f2 · Pion blanc sur case blanche g2 · Pion blanc sur case noire h2 · Tour blanche sur case noire a1 · Cavalier blanc sur case blanche b1 · Fou blanc sur case noire c1 · Roi blanc sur case noire e1 · Fou blanc sur case blanche f1 · Cavalier blanc sur case noire g1 · Tour blanche sur case blanche h1 | Tour noire sur case blanche a8 · Cavalier noir sur case noire b8 · Fou noir sur case blanche c8 · Dame noire sur case noire d8 · Roi noir sur case blanche e8 · Fou noir sur case noire f8 · Cavalier noir sur case blanche g8 · Tour noire sur case noire h8 · Pion noir sur case noire a7 · Pion noir sur case blanche b7 · Pion noir sur case noire c7 · Pion noir sur case blanche d7 · Pion noir sur case blanche f7 · Pion noir sur case noire g7 · Pion noir sur case blanche h7 · Pion noir sur case noire e5 · Dame blanche sur case blanche h5 · Pion blanc sur case blanche e4 · Pion blanc sur case blanche a2 · Pion blanc sur case noire b2 · Pion blanc sur case blanche c2 · Pion blanc sur case noire d2 · Pion blanc sur case noire f2 · Pion blanc sur case blanche g2 · Pion blanc sur case noire h2 · Tour blanche sur case noire a1 · Cavalier blanc sur case blanche b1 · Fou blanc sur case noire c1 · Roi blanc sur case noire e1 · Fou blanc sur case blanche f1 · Cavalier blanc sur case noire g1 · Tour blanche sur case blanche h1 | 7 |
| 6 | Tour noire sur case blanche a8 · Cavalier noir sur case noire b8 · Fou noir sur case blanche c8 · Dame noire sur case noire d8 · Roi noir sur case blanche e8 · Fou noir sur case noire f8 · Cavalier noir sur case blanche g8 · Tour noire sur case noire h8 · Pion noir sur case noire a7 · Pion noir sur case blanche b7 · Pion noir sur case noire c7 · Pion noir sur case blanche d7 · Pion noir sur case blanche f7 · Pion noir sur case noire g7 · Pion noir sur case blanche h7 · Pion noir sur case noire e5 · Dame blanche sur case blanche h5 · Pion blanc sur case blanche e4 · Pion blanc sur case blanche a2 · Pion blanc sur case noire b2 · Pion blanc sur case blanche c2 · Pion blanc sur case noire d2 · Pion blanc sur case noire f2 · Pion blanc sur case blanche g2 · Pion blanc sur case noire h2 · Tour blanche sur case noire a1 · Cavalier blanc sur case blanche b1 · Fou blanc sur case noire c1 · Roi blanc sur case noire e1 · Fou blanc sur case blanche f1 · Cavalier blanc sur case noire g1 · Tour blanche sur case blanche h1 | Tour noire sur case blanche a8 · Cavalier noir sur case noire b8 · Fou noir sur case blanche c8 · Dame noire sur case noire d8 · Roi noir sur case blanche e8 · Fou noir sur case noire f8 · Cavalier noir sur case blanche g8 · Tour noire sur case noire h8 · Pion noir sur case noire a7 · Pion noir sur case blanche b7 · Pion noir sur case noire c7 · Pion noir sur case blanche d7 · Pion noir sur case blanche f7 · Pion noir sur case noire g7 · Pion noir sur case blanche h7 · Pion noir sur case noire e5 · Dame blanche sur case blanche h5 · Pion blanc sur case blanche e4 · Pion blanc sur case blanche a2 · Pion blanc sur case noire b2 · Pion blanc sur case blanche c2 · Pion blanc sur case noire d2 · Pion blanc sur case noire f2 · Pion blanc sur case blanche g2 · Pion blanc sur case noire h2 · Tour blanche sur case noire a1 · Cavalier blanc sur case blanche b1 · Fou blanc sur case noire c1 · Roi blanc sur case noire e1 · Fou blanc sur case blanche f1 · Cavalier blanc sur case noire g1 · Tour blanche sur case blanche h1 | Tour noire sur case blanche a8 · Cavalier noir sur case noire b8 · Fou noir sur case blanche c8 · Dame noire sur case noire d8 · Roi noir sur case blanche e8 · Fou noir sur case noire f8 · Cavalier noir sur case blanche g8 · Tour noire sur case noire h8 · Pion noir sur case noire a7 · Pion noir sur case blanche b7 · Pion noir sur case noire c7 · Pion noir sur case blanche d7 · Pion noir sur case blanche f7 · Pion noir sur case noire g7 · Pion noir sur case blanche h7 · Pion noir sur case noire e5 · Dame blanche sur case blanche h5 · Pion blanc sur case blanche e4 · Pion blanc sur case blanche a2 · Pion blanc sur case noire b2 · Pion blanc sur case blanche c2 · Pion blanc sur case noire d2 · Pion blanc sur case noire f2 · Pion blanc sur case blanche g2 · Pion blanc sur case noire h2 · Tour blanche sur case noire a1 · Cavalier blanc sur case blanche b1 · Fou blanc sur case noire c1 · Roi blanc sur case noire e1 · Fou blanc sur case blanche f1 · Cavalier blanc sur case noire g1 · Tour blanche sur case blanche h1 | Tour noire sur case blanche a8 · Cavalier noir sur case noire b8 · Fou noir sur case blanche c8 · Dame noire sur case noire d8 · Roi noir sur case blanche e8 · Fou noir sur case noire f8 · Cavalier noir sur case blanche g8 · Tour noire sur case noire h8 · Pion noir sur case noire a7 · Pion noir sur case blanche b7 · Pion noir sur case noire c7 · Pion noir sur case blanche d7 · Pion noir sur case blanche f7 · Pion noir sur case noire g7 · Pion noir sur case blanche h7 · Pion noir sur case noire e5 · Dame blanche sur case blanche h5 · Pion blanc sur case blanche e4 · Pion blanc sur case blanche a2 · Pion blanc sur case noire b2 · Pion blanc sur case blanche c2 · Pion blanc sur case noire d2 · Pion blanc sur case noire f2 · Pion blanc sur case blanche g2 · Pion blanc sur case noire h2 · Tour blanche sur case noire a1 · Cavalier blanc sur case blanche b1 · Fou blanc sur case noire c1 · Roi blanc sur case noire e1 · Fou blanc sur case blanche f1 · Cavalier blanc sur case noire g1 · Tour blanche sur case blanche h1 | Tour noire sur case blanche a8 · Cavalier noir sur case noire b8 · Fou noir sur case blanche c8 · Dame noire sur case noire d8 · Roi noir sur case blanche e8 · Fou noir sur case noire f8 · Cavalier noir sur case blanche g8 · Tour noire sur case noire h8 · Pion noir sur case noire a7 · Pion noir sur case blanche b7 · Pion noir sur case noire c7 · Pion noir sur case blanche d7 · Pion noir sur case blanche f7 · Pion noir sur case noire g7 · Pion noir sur case blanche h7 · Pion noir sur case noire e5 · Dame blanche sur case blanche h5 · Pion blanc sur case blanche e4 · Pion blanc sur case blanche a2 · Pion blanc sur case noire b2 · Pion blanc sur case blanche c2 · Pion blanc sur case noire d2 · Pion blanc sur case noire f2 · Pion blanc sur case blanche g2 · Pion blanc sur case noire h2 · Tour blanche sur case noire a1 · Cavalier blanc sur case blanche b1 · Fou blanc sur case noire c1 · Roi blanc sur case noire e1 · Fou blanc sur case blanche f1 · Cavalier blanc sur case noire g1 · Tour blanche sur case blanche h1 | Tour noire sur case blanche a8 · Cavalier noir sur case noire b8 · Fou noir sur case blanche c8 · Dame noire sur case noire d8 · Roi noir sur case blanche e8 · Fou noir sur case noire f8 · Cavalier noir sur case blanche g8 · Tour noire sur case noire h8 · Pion noir sur case noire a7 · Pion noir sur case blanche b7 · Pion noir sur case noire c7 · Pion noir sur case blanche d7 · Pion noir sur case blanche f7 · Pion noir sur case noire g7 · Pion noir sur case blanche h7 · Pion noir sur case noire e5 · Dame blanche sur case blanche h5 · Pion blanc sur case blanche e4 · Pion blanc sur case blanche a2 · Pion blanc sur case noire b2 · Pion blanc sur case blanche c2 · Pion blanc sur case noire d2 · Pion blanc sur case noire f2 · Pion blanc sur case blanche g2 · Pion blanc sur case noire h2 · Tour blanche sur case noire a1 · Cavalier blanc sur case blanche b1 · Fou blanc sur case noire c1 · Roi blanc sur case noire e1 · Fou blanc sur case blanche f1 · Cavalier blanc sur case noire g1 · Tour blanche sur case blanche h1 | Tour noire sur case blanche a8 · Cavalier noir sur case noire b8 · Fou noir sur case blanche c8 · Dame noire sur case noire d8 · Roi noir sur case blanche e8 · Fou noir sur case noire f8 · Cavalier noir sur case blanche g8 · Tour noire sur case noire h8 · Pion noir sur case noire a7 · Pion noir sur case blanche b7 · Pion noir sur case noire c7 · Pion noir sur case blanche d7 · Pion noir sur case blanche f7 · Pion noir sur case noire g7 · Pion noir sur case blanche h7 · Pion noir sur case noire e5 · Dame blanche sur case blanche h5 · Pion blanc sur case blanche e4 · Pion blanc sur case blanche a2 · Pion blanc sur case noire b2 · Pion blanc sur case blanche c2 · Pion blanc sur case noire d2 · Pion blanc sur case noire f2 · Pion blanc sur case blanche g2 · Pion blanc sur case noire h2 · Tour blanche sur case noire a1 · Cavalier blanc sur case blanche b1 · Fou blanc sur case noire c1 · Roi blanc sur case noire e1 · Fou blanc sur case blanche f1 · Cavalier blanc sur case noire g1 · Tour blanche sur case blanche h1 | Tour noire sur case blanche a8 · Cavalier noir sur case noire b8 · Fou noir sur case blanche c8 · Dame noire sur case noire d8 · Roi noir sur case blanche e8 · Fou noir sur case noire f8 · Cavalier noir sur case blanche g8 · Tour noire sur case noire h8 · Pion noir sur case noire a7 · Pion noir sur case blanche b7 · Pion noir sur case noire c7 · Pion noir sur case blanche d7 · Pion noir sur case blanche f7 · Pion noir sur case noire g7 · Pion noir sur case blanche h7 · Pion noir sur case noire e5 · Dame blanche sur case blanche h5 · Pion blanc sur case blanche e4 · Pion blanc sur case blanche a2 · Pion blanc sur case noire b2 · Pion blanc sur case blanche c2 · Pion blanc sur case noire d2 · Pion blanc sur case noire f2 · Pion blanc sur case blanche g2 · Pion blanc sur case noire h2 · Tour blanche sur case noire a1 · Cavalier blanc sur case blanche b1 · Fou blanc sur case noire c1 · Roi blanc sur case noire e1 · Fou blanc sur case blanche f1 · Cavalier blanc sur case noire g1 · Tour blanche sur case blanche h1 | 6 |
| 5 | Tour noire sur case blanche a8 · Cavalier noir sur case noire b8 · Fou noir sur case blanche c8 · Dame noire sur case noire d8 · Roi noir sur case blanche e8 · Fou noir sur case noire f8 · Cavalier noir sur case blanche g8 · Tour noire sur case noire h8 · Pion noir sur case noire a7 · Pion noir sur case blanche b7 · Pion noir sur case noire c7 · Pion noir sur case blanche d7 · Pion noir sur case blanche f7 · Pion noir sur case noire g7 · Pion noir sur case blanche h7 · Pion noir sur case noire e5 · Dame blanche sur case blanche h5 · Pion blanc sur case blanche e4 · Pion blanc sur case blanche a2 · Pion blanc sur case noire b2 · Pion blanc sur case blanche c2 · Pion blanc sur case noire d2 · Pion blanc sur case noire f2 · Pion blanc sur case blanche g2 · Pion blanc sur case noire h2 · Tour blanche sur case noire a1 · Cavalier blanc sur case blanche b1 · Fou blanc sur case noire c1 · Roi blanc sur case noire e1 · Fou blanc sur case blanche f1 · Cavalier blanc sur case noire g1 · Tour blanche sur case blanche h1 | Tour noire sur case blanche a8 · Cavalier noir sur case noire b8 · Fou noir sur case blanche c8 · Dame noire sur case noire d8 · Roi noir sur case blanche e8 · Fou noir sur case noire f8 · Cavalier noir sur case blanche g8 · Tour noire sur case noire h8 · Pion noir sur case noire a7 · Pion noir sur case blanche b7 · Pion noir sur case noire c7 · Pion noir sur case blanche d7 · Pion noir sur case blanche f7 · Pion noir sur case noire g7 · Pion noir sur case blanche h7 · Pion noir sur case noire e5 · Dame blanche sur case blanche h5 · Pion blanc sur case blanche e4 · Pion blanc sur case blanche a2 · Pion blanc sur case noire b2 · Pion blanc sur case blanche c2 · Pion blanc sur case noire d2 · Pion blanc sur case noire f2 · Pion blanc sur case blanche g2 · Pion blanc sur case noire h2 · Tour blanche sur case noire a1 · Cavalier blanc sur case blanche b1 · Fou blanc sur case noire c1 · Roi blanc sur case noire e1 · Fou blanc sur case blanche f1 · Cavalier blanc sur case noire g1 · Tour blanche sur case blanche h1 | Tour noire sur case blanche a8 · Cavalier noir sur case noire b8 · Fou noir sur case blanche c8 · Dame noire sur case noire d8 · Roi noir sur case blanche e8 · Fou noir sur case noire f8 · Cavalier noir sur case blanche g8 · Tour noire sur case noire h8 · Pion noir sur case noire a7 · Pion noir sur case blanche b7 · Pion noir sur case noire c7 · Pion noir sur case blanche d7 · Pion noir sur case blanche f7 · Pion noir sur case noire g7 · Pion noir sur case blanche h7 · Pion noir sur case noire e5 · Dame blanche sur case blanche h5 · Pion blanc sur case blanche e4 · Pion blanc sur case blanche a2 · Pion blanc sur case noire b2 · Pion blanc sur case blanche c2 · Pion blanc sur case noire d2 · Pion blanc sur case noire f2 · Pion blanc sur case blanche g2 · Pion blanc sur case noire h2 · Tour blanche sur case noire a1 · Cavalier blanc sur case blanche b1 · Fou blanc sur case noire c1 · Roi blanc sur case noire e1 · Fou blanc sur case blanche f1 · Cavalier blanc sur case noire g1 · Tour blanche sur case blanche h1 | Tour noire sur case blanche a8 · Cavalier noir sur case noire b8 · Fou noir sur case blanche c8 · Dame noire sur case noire d8 · Roi noir sur case blanche e8 · Fou noir sur case noire f8 · Cavalier noir sur case blanche g8 · Tour noire sur case noire h8 · Pion noir sur case noire a7 · Pion noir sur case blanche b7 · Pion noir sur case noire c7 · Pion noir sur case blanche d7 · Pion noir sur case blanche f7 · Pion noir sur case noire g7 · Pion noir sur case blanche h7 · Pion noir sur case noire e5 · Dame blanche sur case blanche h5 · Pion blanc sur case blanche e4 · Pion blanc sur case blanche a2 · Pion blanc sur case noire b2 · Pion blanc sur case blanche c2 · Pion blanc sur case noire d2 · Pion blanc sur case noire f2 · Pion blanc sur case blanche g2 · Pion blanc sur case noire h2 · Tour blanche sur case noire a1 · Cavalier blanc sur case blanche b1 · Fou blanc sur case noire c1 · Roi blanc sur case noire e1 · Fou blanc sur case blanche f1 · Cavalier blanc sur case noire g1 · Tour blanche sur case blanche h1 | Tour noire sur case blanche a8 · Cavalier noir sur case noire b8 · Fou noir sur case blanche c8 · Dame noire sur case noire d8 · Roi noir sur case blanche e8 · Fou noir sur case noire f8 · Cavalier noir sur case blanche g8 · Tour noire sur case noire h8 · Pion noir sur case noire a7 · Pion noir sur case blanche b7 · Pion noir sur case noire c7 · Pion noir sur case blanche d7 · Pion noir sur case blanche f7 · Pion noir sur case noire g7 · Pion noir sur case blanche h7 · Pion noir sur case noire e5 · Dame blanche sur case blanche h5 · Pion blanc sur case blanche e4 · Pion blanc sur case blanche a2 · Pion blanc sur case noire b2 · Pion blanc sur case blanche c2 · Pion blanc sur case noire d2 · Pion blanc sur case noire f2 · Pion blanc sur case blanche g2 · Pion blanc sur case noire h2 · Tour blanche sur case noire a1 · Cavalier blanc sur case blanche b1 · Fou blanc sur case noire c1 · Roi blanc sur case noire e1 · Fou blanc sur case blanche f1 · Cavalier blanc sur case noire g1 · Tour blanche sur case blanche h1 | Tour noire sur case blanche a8 · Cavalier noir sur case noire b8 · Fou noir sur case blanche c8 · Dame noire sur case noire d8 · Roi noir sur case blanche e8 · Fou noir sur case noire f8 · Cavalier noir sur case blanche g8 · Tour noire sur case noire h8 · Pion noir sur case noire a7 · Pion noir sur case blanche b7 · Pion noir sur case noire c7 · Pion noir sur case blanche d7 · Pion noir sur case blanche f7 · Pion noir sur case noire g7 · Pion noir sur case blanche h7 · Pion noir sur case noire e5 · Dame blanche sur case blanche h5 · Pion blanc sur case blanche e4 · Pion blanc sur case blanche a2 · Pion blanc sur case noire b2 · Pion blanc sur case blanche c2 · Pion blanc sur case noire d2 · Pion blanc sur case noire f2 · Pion blanc sur case blanche g2 · Pion blanc sur case noire h2 · Tour blanche sur case noire a1 · Cavalier blanc sur case blanche b1 · Fou blanc sur case noire c1 · Roi blanc sur case noire e1 · Fou blanc sur case blanche f1 · Cavalier blanc sur case noire g1 · Tour blanche sur case blanche h1 | Tour noire sur case blanche a8 · Cavalier noir sur case noire b8 · Fou noir sur case blanche c8 · Dame noire sur case noire d8 · Roi noir sur case blanche e8 · Fou noir sur case noire f8 · Cavalier noir sur case blanche g8 · Tour noire sur case noire h8 · Pion noir sur case noire a7 · Pion noir sur case blanche b7 · Pion noir sur case noire c7 · Pion noir sur case blanche d7 · Pion noir sur case blanche f7 · Pion noir sur case noire g7 · Pion noir sur case blanche h7 · Pion noir sur case noire e5 · Dame blanche sur case blanche h5 · Pion blanc sur case blanche e4 · Pion blanc sur case blanche a2 · Pion blanc sur case noire b2 · Pion blanc sur case blanche c2 · Pion blanc sur case noire d2 · Pion blanc sur case noire f2 · Pion blanc sur case blanche g2 · Pion blanc sur case noire h2 · Tour blanche sur case noire a1 · Cavalier blanc sur case blanche b1 · Fou blanc sur case noire c1 · Roi blanc sur case noire e1 · Fou blanc sur case blanche f1 · Cavalier blanc sur case noire g1 · Tour blanche sur case blanche h1 | Tour noire sur case blanche a8 · Cavalier noir sur case noire b8 · Fou noir sur case blanche c8 · Dame noire sur case noire d8 · Roi noir sur case blanche e8 · Fou noir sur case noire f8 · Cavalier noir sur case blanche g8 · Tour noire sur case noire h8 · Pion noir sur case noire a7 · Pion noir sur case blanche b7 · Pion noir sur case noire c7 · Pion noir sur case blanche d7 · Pion noir sur case blanche f7 · Pion noir sur case noire g7 · Pion noir sur case blanche h7 · Pion noir sur case noire e5 · Dame blanche sur case blanche h5 · Pion blanc sur case blanche e4 · Pion blanc sur case blanche a2 · Pion blanc sur case noire b2 · Pion blanc sur case blanche c2 · Pion blanc sur case noire d2 · Pion blanc sur case noire f2 · Pion blanc sur case blanche g2 · Pion blanc sur case noire h2 · Tour blanche sur case noire a1 · Cavalier blanc sur case blanche b1 · Fou blanc sur case noire c1 · Roi blanc sur case noire e1 · Fou blanc sur case blanche f1 · Cavalier blanc sur case noire g1 · Tour blanche sur case blanche h1 | 5 |
| 4 | Tour noire sur case blanche a8 · Cavalier noir sur case noire b8 · Fou noir sur case blanche c8 · Dame noire sur case noire d8 · Roi noir sur case blanche e8 · Fou noir sur case noire f8 · Cavalier noir sur case blanche g8 · Tour noire sur case noire h8 · Pion noir sur case noire a7 · Pion noir sur case blanche b7 · Pion noir sur case noire c7 · Pion noir sur case blanche d7 · Pion noir sur case blanche f7 · Pion noir sur case noire g7 · Pion noir sur case blanche h7 · Pion noir sur case noire e5 · Dame blanche sur case blanche h5 · Pion blanc sur case blanche e4 · Pion blanc sur case blanche a2 · Pion blanc sur case noire b2 · Pion blanc sur case blanche c2 · Pion blanc sur case noire d2 · Pion blanc sur case noire f2 · Pion blanc sur case blanche g2 · Pion blanc sur case noire h2 · Tour blanche sur case noire a1 · Cavalier blanc sur case blanche b1 · Fou blanc sur case noire c1 · Roi blanc sur case noire e1 · Fou blanc sur case blanche f1 · Cavalier blanc sur case noire g1 · Tour blanche sur case blanche h1 | Tour noire sur case blanche a8 · Cavalier noir sur case noire b8 · Fou noir sur case blanche c8 · Dame noire sur case noire d8 · Roi noir sur case blanche e8 · Fou noir sur case noire f8 · Cavalier noir sur case blanche g8 · Tour noire sur case noire h8 · Pion noir sur case noire a7 · Pion noir sur case blanche b7 · Pion noir sur case noire c7 · Pion noir sur case blanche d7 · Pion noir sur case blanche f7 · Pion noir sur case noire g7 · Pion noir sur case blanche h7 · Pion noir sur case noire e5 · Dame blanche sur case blanche h5 · Pion blanc sur case blanche e4 · Pion blanc sur case blanche a2 · Pion blanc sur case noire b2 · Pion blanc sur case blanche c2 · Pion blanc sur case noire d2 · Pion blanc sur case noire f2 · Pion blanc sur case blanche g2 · Pion blanc sur case noire h2 · Tour blanche sur case noire a1 · Cavalier blanc sur case blanche b1 · Fou blanc sur case noire c1 · Roi blanc sur case noire e1 · Fou blanc sur case blanche f1 · Cavalier blanc sur case noire g1 · Tour blanche sur case blanche h1 | Tour noire sur case blanche a8 · Cavalier noir sur case noire b8 · Fou noir sur case blanche c8 · Dame noire sur case noire d8 · Roi noir sur case blanche e8 · Fou noir sur case noire f8 · Cavalier noir sur case blanche g8 · Tour noire sur case noire h8 · Pion noir sur case noire a7 · Pion noir sur case blanche b7 · Pion noir sur case noire c7 · Pion noir sur case blanche d7 · Pion noir sur case blanche f7 · Pion noir sur case noire g7 · Pion noir sur case blanche h7 · Pion noir sur case noire e5 · Dame blanche sur case blanche h5 · Pion blanc sur case blanche e4 · Pion blanc sur case blanche a2 · Pion blanc sur case noire b2 · Pion blanc sur case blanche c2 · Pion blanc sur case noire d2 · Pion blanc sur case noire f2 · Pion blanc sur case blanche g2 · Pion blanc sur case noire h2 · Tour blanche sur case noire a1 · Cavalier blanc sur case blanche b1 · Fou blanc sur case noire c1 · Roi blanc sur case noire e1 · Fou blanc sur case blanche f1 · Cavalier blanc sur case noire g1 · Tour blanche sur case blanche h1 | Tour noire sur case blanche a8 · Cavalier noir sur case noire b8 · Fou noir sur case blanche c8 · Dame noire sur case noire d8 · Roi noir sur case blanche e8 · Fou noir sur case noire f8 · Cavalier noir sur case blanche g8 · Tour noire sur case noire h8 · Pion noir sur case noire a7 · Pion noir sur case blanche b7 · Pion noir sur case noire c7 · Pion noir sur case blanche d7 · Pion noir sur case blanche f7 · Pion noir sur case noire g7 · Pion noir sur case blanche h7 · Pion noir sur case noire e5 · Dame blanche sur case blanche h5 · Pion blanc sur case blanche e4 · Pion blanc sur case blanche a2 · Pion blanc sur case noire b2 · Pion blanc sur case blanche c2 · Pion blanc sur case noire d2 · Pion blanc sur case noire f2 · Pion blanc sur case blanche g2 · Pion blanc sur case noire h2 · Tour blanche sur case noire a1 · Cavalier blanc sur case blanche b1 · Fou blanc sur case noire c1 · Roi blanc sur case noire e1 · Fou blanc sur case blanche f1 · Cavalier blanc sur case noire g1 · Tour blanche sur case blanche h1 | Tour noire sur case blanche a8 · Cavalier noir sur case noire b8 · Fou noir sur case blanche c8 · Dame noire sur case noire d8 · Roi noir sur case blanche e8 · Fou noir sur case noire f8 · Cavalier noir sur case blanche g8 · Tour noire sur case noire h8 · Pion noir sur case noire a7 · Pion noir sur case blanche b7 · Pion noir sur case noire c7 · Pion noir sur case blanche d7 · Pion noir sur case blanche f7 · Pion noir sur case noire g7 · Pion noir sur case blanche h7 · Pion noir sur case noire e5 · Dame blanche sur case blanche h5 · Pion blanc sur case blanche e4 · Pion blanc sur case blanche a2 · Pion blanc sur case noire b2 · Pion blanc sur case blanche c2 · Pion blanc sur case noire d2 · Pion blanc sur case noire f2 · Pion blanc sur case blanche g2 · Pion blanc sur case noire h2 · Tour blanche sur case noire a1 · Cavalier blanc sur case blanche b1 · Fou blanc sur case noire c1 · Roi blanc sur case noire e1 · Fou blanc sur case blanche f1 · Cavalier blanc sur case noire g1 · Tour blanche sur case blanche h1 | Tour noire sur case blanche a8 · Cavalier noir sur case noire b8 · Fou noir sur case blanche c8 · Dame noire sur case noire d8 · Roi noir sur case blanche e8 · Fou noir sur case noire f8 · Cavalier noir sur case blanche g8 · Tour noire sur case noire h8 · Pion noir sur case noire a7 · Pion noir sur case blanche b7 · Pion noir sur case noire c7 · Pion noir sur case blanche d7 · Pion noir sur case blanche f7 · Pion noir sur case noire g7 · Pion noir sur case blanche h7 · Pion noir sur case noire e5 · Dame blanche sur case blanche h5 · Pion blanc sur case blanche e4 · Pion blanc sur case blanche a2 · Pion blanc sur case noire b2 · Pion blanc sur case blanche c2 · Pion blanc sur case noire d2 · Pion blanc sur case noire f2 · Pion blanc sur case blanche g2 · Pion blanc sur case noire h2 · Tour blanche sur case noire a1 · Cavalier blanc sur case blanche b1 · Fou blanc sur case noire c1 · Roi blanc sur case noire e1 · Fou blanc sur case blanche f1 · Cavalier blanc sur case noire g1 · Tour blanche sur case blanche h1 | Tour noire sur case blanche a8 · Cavalier noir sur case noire b8 · Fou noir sur case blanche c8 · Dame noire sur case noire d8 · Roi noir sur case blanche e8 · Fou noir sur case noire f8 · Cavalier noir sur case blanche g8 · Tour noire sur case noire h8 · Pion noir sur case noire a7 · Pion noir sur case blanche b7 · Pion noir sur case noire c7 · Pion noir sur case blanche d7 · Pion noir sur case blanche f7 · Pion noir sur case noire g7 · Pion noir sur case blanche h7 · Pion noir sur case noire e5 · Dame blanche sur case blanche h5 · Pion blanc sur case blanche e4 · Pion blanc sur case blanche a2 · Pion blanc sur case noire b2 · Pion blanc sur case blanche c2 · Pion blanc sur case noire d2 · Pion blanc sur case noire f2 · Pion blanc sur case blanche g2 · Pion blanc sur case noire h2 · Tour blanche sur case noire a1 · Cavalier blanc sur case blanche b1 · Fou blanc sur case noire c1 · Roi blanc sur case noire e1 · Fou blanc sur case blanche f1 · Cavalier blanc sur case noire g1 · Tour blanche sur case blanche h1 | Tour noire sur case blanche a8 · Cavalier noir sur case noire b8 · Fou noir sur case blanche c8 · Dame noire sur case noire d8 · Roi noir sur case blanche e8 · Fou noir sur case noire f8 · Cavalier noir sur case blanche g8 · Tour noire sur case noire h8 · Pion noir sur case noire a7 · Pion noir sur case blanche b7 · Pion noir sur case noire c7 · Pion noir sur case blanche d7 · Pion noir sur case blanche f7 · Pion noir sur case noire g7 · Pion noir sur case blanche h7 · Pion noir sur case noire e5 · Dame blanche sur case blanche h5 · Pion blanc sur case blanche e4 · Pion blanc sur case blanche a2 · Pion blanc sur case noire b2 · Pion blanc sur case blanche c2 · Pion blanc sur case noire d2 · Pion blanc sur case noire f2 · Pion blanc sur case blanche g2 · Pion blanc sur case noire h2 · Tour blanche sur case noire a1 · Cavalier blanc sur case blanche b1 · Fou blanc sur case noire c1 · Roi blanc sur case noire e1 · Fou blanc sur case blanche f1 · Cavalier blanc sur case noire g1 · Tour blanche sur case blanche h1 | 4 |
| 3 | Tour noire sur case blanche a8 · Cavalier noir sur case noire b8 · Fou noir sur case blanche c8 · Dame noire sur case noire d8 · Roi noir sur case blanche e8 · Fou noir sur case noire f8 · Cavalier noir sur case blanche g8 · Tour noire sur case noire h8 · Pion noir sur case noire a7 · Pion noir sur case blanche b7 · Pion noir sur case noire c7 · Pion noir sur case blanche d7 · Pion noir sur case blanche f7 · Pion noir sur case noire g7 · Pion noir sur case blanche h7 · Pion noir sur case noire e5 · Dame blanche sur case blanche h5 · Pion blanc sur case blanche e4 · Pion blanc sur case blanche a2 · Pion blanc sur case noire b2 · Pion blanc sur case blanche c2 · Pion blanc sur case noire d2 · Pion blanc sur case noire f2 · Pion blanc sur case blanche g2 · Pion blanc sur case noire h2 · Tour blanche sur case noire a1 · Cavalier blanc sur case blanche b1 · Fou blanc sur case noire c1 · Roi blanc sur case noire e1 · Fou blanc sur case blanche f1 · Cavalier blanc sur case noire g1 · Tour blanche sur case blanche h1 | Tour noire sur case blanche a8 · Cavalier noir sur case noire b8 · Fou noir sur case blanche c8 · Dame noire sur case noire d8 · Roi noir sur case blanche e8 · Fou noir sur case noire f8 · Cavalier noir sur case blanche g8 · Tour noire sur case noire h8 · Pion noir sur case noire a7 · Pion noir sur case blanche b7 · Pion noir sur case noire c7 · Pion noir sur case blanche d7 · Pion noir sur case blanche f7 · Pion noir sur case noire g7 · Pion noir sur case blanche h7 · Pion noir sur case noire e5 · Dame blanche sur case blanche h5 · Pion blanc sur case blanche e4 · Pion blanc sur case blanche a2 · Pion blanc sur case noire b2 · Pion blanc sur case blanche c2 · Pion blanc sur case noire d2 · Pion blanc sur case noire f2 · Pion blanc sur case blanche g2 · Pion blanc sur case noire h2 · Tour blanche sur case noire a1 · Cavalier blanc sur case blanche b1 · Fou blanc sur case noire c1 · Roi blanc sur case noire e1 · Fou blanc sur case blanche f1 · Cavalier blanc sur case noire g1 · Tour blanche sur case blanche h1 | Tour noire sur case blanche a8 · Cavalier noir sur case noire b8 · Fou noir sur case blanche c8 · Dame noire sur case noire d8 · Roi noir sur case blanche e8 · Fou noir sur case noire f8 · Cavalier noir sur case blanche g8 · Tour noire sur case noire h8 · Pion noir sur case noire a7 · Pion noir sur case blanche b7 · Pion noir sur case noire c7 · Pion noir sur case blanche d7 · Pion noir sur case blanche f7 · Pion noir sur case noire g7 · Pion noir sur case blanche h7 · Pion noir sur case noire e5 · Dame blanche sur case blanche h5 · Pion blanc sur case blanche e4 · Pion blanc sur case blanche a2 · Pion blanc sur case noire b2 · Pion blanc sur case blanche c2 · Pion blanc sur case noire d2 · Pion blanc sur case noire f2 · Pion blanc sur case blanche g2 · Pion blanc sur case noire h2 · Tour blanche sur case noire a1 · Cavalier blanc sur case blanche b1 · Fou blanc sur case noire c1 · Roi blanc sur case noire e1 · Fou blanc sur case blanche f1 · Cavalier blanc sur case noire g1 · Tour blanche sur case blanche h1 | Tour noire sur case blanche a8 · Cavalier noir sur case noire b8 · Fou noir sur case blanche c8 · Dame noire sur case noire d8 · Roi noir sur case blanche e8 · Fou noir sur case noire f8 · Cavalier noir sur case blanche g8 · Tour noire sur case noire h8 · Pion noir sur case noire a7 · Pion noir sur case blanche b7 · Pion noir sur case noire c7 · Pion noir sur case blanche d7 · Pion noir sur case blanche f7 · Pion noir sur case noire g7 · Pion noir sur case blanche h7 · Pion noir sur case noire e5 · Dame blanche sur case blanche h5 · Pion blanc sur case blanche e4 · Pion blanc sur case blanche a2 · Pion blanc sur case noire b2 · Pion blanc sur case blanche c2 · Pion blanc sur case noire d2 · Pion blanc sur case noire f2 · Pion blanc sur case blanche g2 · Pion blanc sur case noire h2 · Tour blanche sur case noire a1 · Cavalier blanc sur case blanche b1 · Fou blanc sur case noire c1 · Roi blanc sur case noire e1 · Fou blanc sur case blanche f1 · Cavalier blanc sur case noire g1 · Tour blanche sur case blanche h1 | Tour noire sur case blanche a8 · Cavalier noir sur case noire b8 · Fou noir sur case blanche c8 · Dame noire sur case noire d8 · Roi noir sur case blanche e8 · Fou noir sur case noire f8 · Cavalier noir sur case blanche g8 · Tour noire sur case noire h8 · Pion noir sur case noire a7 · Pion noir sur case blanche b7 · Pion noir sur case noire c7 · Pion noir sur case blanche d7 · Pion noir sur case blanche f7 · Pion noir sur case noire g7 · Pion noir sur case blanche h7 · Pion noir sur case noire e5 · Dame blanche sur case blanche h5 · Pion blanc sur case blanche e4 · Pion blanc sur case blanche a2 · Pion blanc sur case noire b2 · Pion blanc sur case blanche c2 · Pion blanc sur case noire d2 · Pion blanc sur case noire f2 · Pion blanc sur case blanche g2 · Pion blanc sur case noire h2 · Tour blanche sur case noire a1 · Cavalier blanc sur case blanche b1 · Fou blanc sur case noire c1 · Roi blanc sur case noire e1 · Fou blanc sur case blanche f1 · Cavalier blanc sur case noire g1 · Tour blanche sur case blanche h1 | Tour noire sur case blanche a8 · Cavalier noir sur case noire b8 · Fou noir sur case blanche c8 · Dame noire sur case noire d8 · Roi noir sur case blanche e8 · Fou noir sur case noire f8 · Cavalier noir sur case blanche g8 · Tour noire sur case noire h8 · Pion noir sur case noire a7 · Pion noir sur case blanche b7 · Pion noir sur case noire c7 · Pion noir sur case blanche d7 · Pion noir sur case blanche f7 · Pion noir sur case noire g7 · Pion noir sur case blanche h7 · Pion noir sur case noire e5 · Dame blanche sur case blanche h5 · Pion blanc sur case blanche e4 · Pion blanc sur case blanche a2 · Pion blanc sur case noire b2 · Pion blanc sur case blanche c2 · Pion blanc sur case noire d2 · Pion blanc sur case noire f2 · Pion blanc sur case blanche g2 · Pion blanc sur case noire h2 · Tour blanche sur case noire a1 · Cavalier blanc sur case blanche b1 · Fou blanc sur case noire c1 · Roi blanc sur case noire e1 · Fou blanc sur case blanche f1 · Cavalier blanc sur case noire g1 · Tour blanche sur case blanche h1 | Tour noire sur case blanche a8 · Cavalier noir sur case noire b8 · Fou noir sur case blanche c8 · Dame noire sur case noire d8 · Roi noir sur case blanche e8 · Fou noir sur case noire f8 · Cavalier noir sur case blanche g8 · Tour noire sur case noire h8 · Pion noir sur case noire a7 · Pion noir sur case blanche b7 · Pion noir sur case noire c7 · Pion noir sur case blanche d7 · Pion noir sur case blanche f7 · Pion noir sur case noire g7 · Pion noir sur case blanche h7 · Pion noir sur case noire e5 · Dame blanche sur case blanche h5 · Pion blanc sur case blanche e4 · Pion blanc sur case blanche a2 · Pion blanc sur case noire b2 · Pion blanc sur case blanche c2 · Pion blanc sur case noire d2 · Pion blanc sur case noire f2 · Pion blanc sur case blanche g2 · Pion blanc sur case noire h2 · Tour blanche sur case noire a1 · Cavalier blanc sur case blanche b1 · Fou blanc sur case noire c1 · Roi blanc sur case noire e1 · Fou blanc sur case blanche f1 · Cavalier blanc sur case noire g1 · Tour blanche sur case blanche h1 | Tour noire sur case blanche a8 · Cavalier noir sur case noire b8 · Fou noir sur case blanche c8 · Dame noire sur case noire d8 · Roi noir sur case blanche e8 · Fou noir sur case noire f8 · Cavalier noir sur case blanche g8 · Tour noire sur case noire h8 · Pion noir sur case noire a7 · Pion noir sur case blanche b7 · Pion noir sur case noire c7 · Pion noir sur case blanche d7 · Pion noir sur case blanche f7 · Pion noir sur case noire g7 · Pion noir sur case blanche h7 · Pion noir sur case noire e5 · Dame blanche sur case blanche h5 · Pion blanc sur case blanche e4 · Pion blanc sur case blanche a2 · Pion blanc sur case noire b2 · Pion blanc sur case blanche c2 · Pion blanc sur case noire d2 · Pion blanc sur case noire f2 · Pion blanc sur case blanche g2 · Pion blanc sur case noire h2 · Tour blanche sur case noire a1 · Cavalier blanc sur case blanche b1 · Fou blanc sur case noire c1 · Roi blanc sur case noire e1 · Fou blanc sur case blanche f1 · Cavalier blanc sur case noire g1 · Tour blanche sur case blanche h1 | 3 |
| 2 | Tour noire sur case blanche a8 · Cavalier noir sur case noire b8 · Fou noir sur case blanche c8 · Dame noire sur case noire d8 · Roi noir sur case blanche e8 · Fou noir sur case noire f8 · Cavalier noir sur case blanche g8 · Tour noire sur case noire h8 · Pion noir sur case noire a7 · Pion noir sur case blanche b7 · Pion noir sur case noire c7 · Pion noir sur case blanche d7 · Pion noir sur case blanche f7 · Pion noir sur case noire g7 · Pion noir sur case blanche h7 · Pion noir sur case noire e5 · Dame blanche sur case blanche h5 · Pion blanc sur case blanche e4 · Pion blanc sur case blanche a2 · Pion blanc sur case noire b2 · Pion blanc sur case blanche c2 · Pion blanc sur case noire d2 · Pion blanc sur case noire f2 · Pion blanc sur case blanche g2 · Pion blanc sur case noire h2 · Tour blanche sur case noire a1 · Cavalier blanc sur case blanche b1 · Fou blanc sur case noire c1 · Roi blanc sur case noire e1 · Fou blanc sur case blanche f1 · Cavalier blanc sur case noire g1 · Tour blanche sur case blanche h1 | Tour noire sur case blanche a8 · Cavalier noir sur case noire b8 · Fou noir sur case blanche c8 · Dame noire sur case noire d8 · Roi noir sur case blanche e8 · Fou noir sur case noire f8 · Cavalier noir sur case blanche g8 · Tour noire sur case noire h8 · Pion noir sur case noire a7 · Pion noir sur case blanche b7 · Pion noir sur case noire c7 · Pion noir sur case blanche d7 · Pion noir sur case blanche f7 · Pion noir sur case noire g7 · Pion noir sur case blanche h7 · Pion noir sur case noire e5 · Dame blanche sur case blanche h5 · Pion blanc sur case blanche e4 · Pion blanc sur case blanche a2 · Pion blanc sur case noire b2 · Pion blanc sur case blanche c2 · Pion blanc sur case noire d2 · Pion blanc sur case noire f2 · Pion blanc sur case blanche g2 · Pion blanc sur case noire h2 · Tour blanche sur case noire a1 · Cavalier blanc sur case blanche b1 · Fou blanc sur case noire c1 · Roi blanc sur case noire e1 · Fou blanc sur case blanche f1 · Cavalier blanc sur case noire g1 · Tour blanche sur case blanche h1 | Tour noire sur case blanche a8 · Cavalier noir sur case noire b8 · Fou noir sur case blanche c8 · Dame noire sur case noire d8 · Roi noir sur case blanche e8 · Fou noir sur case noire f8 · Cavalier noir sur case blanche g8 · Tour noire sur case noire h8 · Pion noir sur case noire a7 · Pion noir sur case blanche b7 · Pion noir sur case noire c7 · Pion noir sur case blanche d7 · Pion noir sur case blanche f7 · Pion noir sur case noire g7 · Pion noir sur case blanche h7 · Pion noir sur case noire e5 · Dame blanche sur case blanche h5 · Pion blanc sur case blanche e4 · Pion blanc sur case blanche a2 · Pion blanc sur case noire b2 · Pion blanc sur case blanche c2 · Pion blanc sur case noire d2 · Pion blanc sur case noire f2 · Pion blanc sur case blanche g2 · Pion blanc sur case noire h2 · Tour blanche sur case noire a1 · Cavalier blanc sur case blanche b1 · Fou blanc sur case noire c1 · Roi blanc sur case noire e1 · Fou blanc sur case blanche f1 · Cavalier blanc sur case noire g1 · Tour blanche sur case blanche h1 | Tour noire sur case blanche a8 · Cavalier noir sur case noire b8 · Fou noir sur case blanche c8 · Dame noire sur case noire d8 · Roi noir sur case blanche e8 · Fou noir sur case noire f8 · Cavalier noir sur case blanche g8 · Tour noire sur case noire h8 · Pion noir sur case noire a7 · Pion noir sur case blanche b7 · Pion noir sur case noire c7 · Pion noir sur case blanche d7 · Pion noir sur case blanche f7 · Pion noir sur case noire g7 · Pion noir sur case blanche h7 · Pion noir sur case noire e5 · Dame blanche sur case blanche h5 · Pion blanc sur case blanche e4 · Pion blanc sur case blanche a2 · Pion blanc sur case noire b2 · Pion blanc sur case blanche c2 · Pion blanc sur case noire d2 · Pion blanc sur case noire f2 · Pion blanc sur case blanche g2 · Pion blanc sur case noire h2 · Tour blanche sur case noire a1 · Cavalier blanc sur case blanche b1 · Fou blanc sur case noire c1 · Roi blanc sur case noire e1 · Fou blanc sur case blanche f1 · Cavalier blanc sur case noire g1 · Tour blanche sur case blanche h1 | Tour noire sur case blanche a8 · Cavalier noir sur case noire b8 · Fou noir sur case blanche c8 · Dame noire sur case noire d8 · Roi noir sur case blanche e8 · Fou noir sur case noire f8 · Cavalier noir sur case blanche g8 · Tour noire sur case noire h8 · Pion noir sur case noire a7 · Pion noir sur case blanche b7 · Pion noir sur case noire c7 · Pion noir sur case blanche d7 · Pion noir sur case blanche f7 · Pion noir sur case noire g7 · Pion noir sur case blanche h7 · Pion noir sur case noire e5 · Dame blanche sur case blanche h5 · Pion blanc sur case blanche e4 · Pion blanc sur case blanche a2 · Pion blanc sur case noire b2 · Pion blanc sur case blanche c2 · Pion blanc sur case noire d2 · Pion blanc sur case noire f2 · Pion blanc sur case blanche g2 · Pion blanc sur case noire h2 · Tour blanche sur case noire a1 · Cavalier blanc sur case blanche b1 · Fou blanc sur case noire c1 · Roi blanc sur case noire e1 · Fou blanc sur case blanche f1 · Cavalier blanc sur case noire g1 · Tour blanche sur case blanche h1 | Tour noire sur case blanche a8 · Cavalier noir sur case noire b8 · Fou noir sur case blanche c8 · Dame noire sur case noire d8 · Roi noir sur case blanche e8 · Fou noir sur case noire f8 · Cavalier noir sur case blanche g8 · Tour noire sur case noire h8 · Pion noir sur case noire a7 · Pion noir sur case blanche b7 · Pion noir sur case noire c7 · Pion noir sur case blanche d7 · Pion noir sur case blanche f7 · Pion noir sur case noire g7 · Pion noir sur case blanche h7 · Pion noir sur case noire e5 · Dame blanche sur case blanche h5 · Pion blanc sur case blanche e4 · Pion blanc sur case blanche a2 · Pion blanc sur case noire b2 · Pion blanc sur case blanche c2 · Pion blanc sur case noire d2 · Pion blanc sur case noire f2 · Pion blanc sur case blanche g2 · Pion blanc sur case noire h2 · Tour blanche sur case noire a1 · Cavalier blanc sur case blanche b1 · Fou blanc sur case noire c1 · Roi blanc sur case noire e1 · Fou blanc sur case blanche f1 · Cavalier blanc sur case noire g1 · Tour blanche sur case blanche h1 | Tour noire sur case blanche a8 · Cavalier noir sur case noire b8 · Fou noir sur case blanche c8 · Dame noire sur case noire d8 · Roi noir sur case blanche e8 · Fou noir sur case noire f8 · Cavalier noir sur case blanche g8 · Tour noire sur case noire h8 · Pion noir sur case noire a7 · Pion noir sur case blanche b7 · Pion noir sur case noire c7 · Pion noir sur case blanche d7 · Pion noir sur case blanche f7 · Pion noir sur case noire g7 · Pion noir sur case blanche h7 · Pion noir sur case noire e5 · Dame blanche sur case blanche h5 · Pion blanc sur case blanche e4 · Pion blanc sur case blanche a2 · Pion blanc sur case noire b2 · Pion blanc sur case blanche c2 · Pion blanc sur case noire d2 · Pion blanc sur case noire f2 · Pion blanc sur case blanche g2 · Pion blanc sur case noire h2 · Tour blanche sur case noire a1 · Cavalier blanc sur case blanche b1 · Fou blanc sur case noire c1 · Roi blanc sur case noire e1 · Fou blanc sur case blanche f1 · Cavalier blanc sur case noire g1 · Tour blanche sur case blanche h1 | Tour noire sur case blanche a8 · Cavalier noir sur case noire b8 · Fou noir sur case blanche c8 · Dame noire sur case noire d8 · Roi noir sur case blanche e8 · Fou noir sur case noire f8 · Cavalier noir sur case blanche g8 · Tour noire sur case noire h8 · Pion noir sur case noire a7 · Pion noir sur case blanche b7 · Pion noir sur case noire c7 · Pion noir sur case blanche d7 · Pion noir sur case blanche f7 · Pion noir sur case noire g7 · Pion noir sur case blanche h7 · Pion noir sur case noire e5 · Dame blanche sur case blanche h5 · Pion blanc sur case blanche e4 · Pion blanc sur case blanche a2 · Pion blanc sur case noire b2 · Pion blanc sur case blanche c2 · Pion blanc sur case noire d2 · Pion blanc sur case noire f2 · Pion blanc sur case blanche g2 · Pion blanc sur case noire h2 · Tour blanche sur case noire a1 · Cavalier blanc sur case blanche b1 · Fou blanc sur case noire c1 · Roi blanc sur case noire e1 · Fou blanc sur case blanche f1 · Cavalier blanc sur case noire g1 · Tour blanche sur case blanche h1 | 2 |
| 1 | Tour noire sur case blanche a8 · Cavalier noir sur case noire b8 · Fou noir sur case blanche c8 · Dame noire sur case noire d8 · Roi noir sur case blanche e8 · Fou noir sur case noire f8 · Cavalier noir sur case blanche g8 · Tour noire sur case noire h8 · Pion noir sur case noire a7 · Pion noir sur case blanche b7 · Pion noir sur case noire c7 · Pion noir sur case blanche d7 · Pion noir sur case blanche f7 · Pion noir sur case noire g7 · Pion noir sur case blanche h7 · Pion noir sur case noire e5 · Dame blanche sur case blanche h5 · Pion blanc sur case blanche e4 · Pion blanc sur case blanche a2 · Pion blanc sur case noire b2 · Pion blanc sur case blanche c2 · Pion blanc sur case noire d2 · Pion blanc sur case noire f2 · Pion blanc sur case blanche g2 · Pion blanc sur case noire h2 · Tour blanche sur case noire a1 · Cavalier blanc sur case blanche b1 · Fou blanc sur case noire c1 · Roi blanc sur case noire e1 · Fou blanc sur case blanche f1 · Cavalier blanc sur case noire g1 · Tour blanche sur case blanche h1 | Tour noire sur case blanche a8 · Cavalier noir sur case noire b8 · Fou noir sur case blanche c8 · Dame noire sur case noire d8 · Roi noir sur case blanche e8 · Fou noir sur case noire f8 · Cavalier noir sur case blanche g8 · Tour noire sur case noire h8 · Pion noir sur case noire a7 · Pion noir sur case blanche b7 · Pion noir sur case noire c7 · Pion noir sur case blanche d7 · Pion noir sur case blanche f7 · Pion noir sur case noire g7 · Pion noir sur case blanche h7 · Pion noir sur case noire e5 · Dame blanche sur case blanche h5 · Pion blanc sur case blanche e4 · Pion blanc sur case blanche a2 · Pion blanc sur case noire b2 · Pion blanc sur case blanche c2 · Pion blanc sur case noire d2 · Pion blanc sur case noire f2 · Pion blanc sur case blanche g2 · Pion blanc sur case noire h2 · Tour blanche sur case noire a1 · Cavalier blanc sur case blanche b1 · Fou blanc sur case noire c1 · Roi blanc sur case noire e1 · Fou blanc sur case blanche f1 · Cavalier blanc sur case noire g1 · Tour blanche sur case blanche h1 | Tour noire sur case blanche a8 · Cavalier noir sur case noire b8 · Fou noir sur case blanche c8 · Dame noire sur case noire d8 · Roi noir sur case blanche e8 · Fou noir sur case noire f8 · Cavalier noir sur case blanche g8 · Tour noire sur case noire h8 · Pion noir sur case noire a7 · Pion noir sur case blanche b7 · Pion noir sur case noire c7 · Pion noir sur case blanche d7 · Pion noir sur case blanche f7 · Pion noir sur case noire g7 · Pion noir sur case blanche h7 · Pion noir sur case noire e5 · Dame blanche sur case blanche h5 · Pion blanc sur case blanche e4 · Pion blanc sur case blanche a2 · Pion blanc sur case noire b2 · Pion blanc sur case blanche c2 · Pion blanc sur case noire d2 · Pion blanc sur case noire f2 · Pion blanc sur case blanche g2 · Pion blanc sur case noire h2 · Tour blanche sur case noire a1 · Cavalier blanc sur case blanche b1 · Fou blanc sur case noire c1 · Roi blanc sur case noire e1 · Fou blanc sur case blanche f1 · Cavalier blanc sur case noire g1 · Tour blanche sur case blanche h1 | Tour noire sur case blanche a8 · Cavalier noir sur case noire b8 · Fou noir sur case blanche c8 · Dame noire sur case noire d8 · Roi noir sur case blanche e8 · Fou noir sur case noire f8 · Cavalier noir sur case blanche g8 · Tour noire sur case noire h8 · Pion noir sur case noire a7 · Pion noir sur case blanche b7 · Pion noir sur case noire c7 · Pion noir sur case blanche d7 · Pion noir sur case blanche f7 · Pion noir sur case noire g7 · Pion noir sur case blanche h7 · Pion noir sur case noire e5 · Dame blanche sur case blanche h5 · Pion blanc sur case blanche e4 · Pion blanc sur case blanche a2 · Pion blanc sur case noire b2 · Pion blanc sur case blanche c2 · Pion blanc sur case noire d2 · Pion blanc sur case noire f2 · Pion blanc sur case blanche g2 · Pion blanc sur case noire h2 · Tour blanche sur case noire a1 · Cavalier blanc sur case blanche b1 · Fou blanc sur case noire c1 · Roi blanc sur case noire e1 · Fou blanc sur case blanche f1 · Cavalier blanc sur case noire g1 · Tour blanche sur case blanche h1 | Tour noire sur case blanche a8 · Cavalier noir sur case noire b8 · Fou noir sur case blanche c8 · Dame noire sur case noire d8 · Roi noir sur case blanche e8 · Fou noir sur case noire f8 · Cavalier noir sur case blanche g8 · Tour noire sur case noire h8 · Pion noir sur case noire a7 · Pion noir sur case blanche b7 · Pion noir sur case noire c7 · Pion noir sur case blanche d7 · Pion noir sur case blanche f7 · Pion noir sur case noire g7 · Pion noir sur case blanche h7 · Pion noir sur case noire e5 · Dame blanche sur case blanche h5 · Pion blanc sur case blanche e4 · Pion blanc sur case blanche a2 · Pion blanc sur case noire b2 · Pion blanc sur case blanche c2 · Pion blanc sur case noire d2 · Pion blanc sur case noire f2 · Pion blanc sur case blanche g2 · Pion blanc sur case noire h2 · Tour blanche sur case noire a1 · Cavalier blanc sur case blanche b1 · Fou blanc sur case noire c1 · Roi blanc sur case noire e1 · Fou blanc sur case blanche f1 · Cavalier blanc sur case noire g1 · Tour blanche sur case blanche h1 | Tour noire sur case blanche a8 · Cavalier noir sur case noire b8 · Fou noir sur case blanche c8 · Dame noire sur case noire d8 · Roi noir sur case blanche e8 · Fou noir sur case noire f8 · Cavalier noir sur case blanche g8 · Tour noire sur case noire h8 · Pion noir sur case noire a7 · Pion noir sur case blanche b7 · Pion noir sur case noire c7 · Pion noir sur case blanche d7 · Pion noir sur case blanche f7 · Pion noir sur case noire g7 · Pion noir sur case blanche h7 · Pion noir sur case noire e5 · Dame blanche sur case blanche h5 · Pion blanc sur case blanche e4 · Pion blanc sur case blanche a2 · Pion blanc sur case noire b2 · Pion blanc sur case blanche c2 · Pion blanc sur case noire d2 · Pion blanc sur case noire f2 · Pion blanc sur case blanche g2 · Pion blanc sur case noire h2 · Tour blanche sur case noire a1 · Cavalier blanc sur case blanche b1 · Fou blanc sur case noire c1 · Roi blanc sur case noire e1 · Fou blanc sur case blanche f1 · Cavalier blanc sur case noire g1 · Tour blanche sur case blanche h1 | Tour noire sur case blanche a8 · Cavalier noir sur case noire b8 · Fou noir sur case blanche c8 · Dame noire sur case noire d8 · Roi noir sur case blanche e8 · Fou noir sur case noire f8 · Cavalier noir sur case blanche g8 · Tour noire sur case noire h8 · Pion noir sur case noire a7 · Pion noir sur case blanche b7 · Pion noir sur case noire c7 · Pion noir sur case blanche d7 · Pion noir sur case blanche f7 · Pion noir sur case noire g7 · Pion noir sur case blanche h7 · Pion noir sur case noire e5 · Dame blanche sur case blanche h5 · Pion blanc sur case blanche e4 · Pion blanc sur case blanche a2 · Pion blanc sur case noire b2 · Pion blanc sur case blanche c2 · Pion blanc sur case noire d2 · Pion blanc sur case noire f2 · Pion blanc sur case blanche g2 · Pion blanc sur case noire h2 · Tour blanche sur case noire a1 · Cavalier blanc sur case blanche b1 · Fou blanc sur case noire c1 · Roi blanc sur case noire e1 · Fou blanc sur case blanche f1 · Cavalier blanc sur case noire g1 · Tour blanche sur case blanche h1 | Tour noire sur case blanche a8 · Cavalier noir sur case noire b8 · Fou noir sur case blanche c8 · Dame noire sur case noire d8 · Roi noir sur case blanche e8 · Fou noir sur case noire f8 · Cavalier noir sur case blanche g8 · Tour noire sur case noire h8 · Pion noir sur case noire a7 · Pion noir sur case blanche b7 · Pion noir sur case noire c7 · Pion noir sur case blanche d7 · Pion noir sur case blanche f7 · Pion noir sur case noire g7 · Pion noir sur case blanche h7 · Pion noir sur case noire e5 · Dame blanche sur case blanche h5 · Pion blanc sur case blanche e4 · Pion blanc sur case blanche a2 · Pion blanc sur case noire b2 · Pion blanc sur case blanche c2 · Pion blanc sur case noire d2 · Pion blanc sur case noire f2 · Pion blanc sur case blanche g2 · Pion blanc sur case noire h2 · Tour blanche sur case noire a1 · Cavalier blanc sur case blanche b1 · Fou blanc sur case noire c1 · Roi blanc sur case noire e1 · Fou blanc sur case blanche f1 · Cavalier blanc sur case noire g1 · Tour blanche sur case blanche h1 | 1 |
|   | a | b | c | d | e | f | g | h |   |

L'attaque Parham est une ouverture aux échecs obtenue après les coups 1.e4 e5 2.Dh5?!. Elle est très peu jouée car elle est considérée comme irrégulière.

En général, la sortie précoce de la dame dans l'ouverture est déconseillée car elle est vulnérable aux menaces des pièces de moindre valeur. C'est pour cela que le coup 2. Dh5 est douteux. Cette ouverture est utilisée surtout par des joueurs de faible niveau pour tenter de porter le coup du berger à un adversaire surpris.

## Variantes
- 1. e4 e5
  - 2. Dh5 (menace le pion e, sur 2... g6?? 3. Dxe5+ suivi de 4. Dxh8)
  - 2... Cc6 (2... De7 renforce le contrôle sur f7 mais gêne le développement de l'aile roi, 2... d6 ne fait que limiter le développement futur du fou f8.)
    - 3. Fc4 (menace le mat du berger) g6 (force le départ de la dame blanche. 3... Cf6?? 4. Dxf7#) 4. Df3 (encore une menace sur f7) Cf6 les noirs sont mieux développés

. 5. Db3? (menace sur f7 mais 5. Ce2 était nécessaire pour empêcher le coup qui va suivre. Cependant la position reste favorable aux noirs : en 2005 le Grand maître international Hikaru Nakamura a joué cinq fois 5. Ce2 contre des adversaires plus faibles avec comme résultat une victoire, deux défaites et deux nulles.) 5... Cd4 (menace la dame et une fourchette en c2). 6. Fxf7+ Re7 7. Dc4 (protège la dame qui n'est plus menacée par le cavalier noir mais elle doit protéger à la fois le fou en f7 et la case c2, elle est en surcharge. De plus le pion e4 est menacé par le cavalier f6) 7... b5 (une déviation) 8. Dd3 Rxf7 et les noirs ont une pièce en plus.
|   | a | b | c | d | e | f | g | h |   |
| 8 | Tour noire sur case blanche a8 · Dame noire sur case noire d8 · Roi noir sur case blanche g8 · Tour blanche sur case noire h8 · Fou noir sur case noire g7 · Pion noir sur case blanche a6 · Pion noir sur case noire d6 · Pion blanc sur case blanche g6 · Pion noir sur case blanche b5 · Pion blanc sur case blanche d5 · Pion noir sur case noire e5 · Cavalier noir sur case blanche a4 · Pion noir sur case blanche e4 · Dame blanche sur case blanche h3 · Pion blanc sur case blanche a2 · Pion blanc sur case noire b2 · Pion blanc sur case blanche c2 · Fou blanc sur case noire d2 · Tour noire sur case noire f2 · Pion blanc sur case blanche g2 · Roi blanc sur case noire c1 · Tour blanche sur case blanche d1 | Tour noire sur case blanche a8 · Dame noire sur case noire d8 · Roi noir sur case blanche g8 · Tour blanche sur case noire h8 · Fou noir sur case noire g7 · Pion noir sur case blanche a6 · Pion noir sur case noire d6 · Pion blanc sur case blanche g6 · Pion noir sur case blanche b5 · Pion blanc sur case blanche d5 · Pion noir sur case noire e5 · Cavalier noir sur case blanche a4 · Pion noir sur case blanche e4 · Dame blanche sur case blanche h3 · Pion blanc sur case blanche a2 · Pion blanc sur case noire b2 · Pion blanc sur case blanche c2 · Fou blanc sur case noire d2 · Tour noire sur case noire f2 · Pion blanc sur case blanche g2 · Roi blanc sur case noire c1 · Tour blanche sur case blanche d1 | Tour noire sur case blanche a8 · Dame noire sur case noire d8 · Roi noir sur case blanche g8 · Tour blanche sur case noire h8 · Fou noir sur case noire g7 · Pion noir sur case blanche a6 · Pion noir sur case noire d6 · Pion blanc sur case blanche g6 · Pion noir sur case blanche b5 · Pion blanc sur case blanche d5 · Pion noir sur case noire e5 · Cavalier noir sur case blanche a4 · Pion noir sur case blanche e4 · Dame blanche sur case blanche h3 · Pion blanc sur case blanche a2 · Pion blanc sur case noire b2 · Pion blanc sur case blanche c2 · Fou blanc sur case noire d2 · Tour noire sur case noire f2 · Pion blanc sur case blanche g2 · Roi blanc sur case noire c1 · Tour blanche sur case blanche d1 | Tour noire sur case blanche a8 · Dame noire sur case noire d8 · Roi noir sur case blanche g8 · Tour blanche sur case noire h8 · Fou noir sur case noire g7 · Pion noir sur case blanche a6 · Pion noir sur case noire d6 · Pion blanc sur case blanche g6 · Pion noir sur case blanche b5 · Pion blanc sur case blanche d5 · Pion noir sur case noire e5 · Cavalier noir sur case blanche a4 · Pion noir sur case blanche e4 · Dame blanche sur case blanche h3 · Pion blanc sur case blanche a2 · Pion blanc sur case noire b2 · Pion blanc sur case blanche c2 · Fou blanc sur case noire d2 · Tour noire sur case noire f2 · Pion blanc sur case blanche g2 · Roi blanc sur case noire c1 · Tour blanche sur case blanche d1 | Tour noire sur case blanche a8 · Dame noire sur case noire d8 · Roi noir sur case blanche g8 · Tour blanche sur case noire h8 · Fou noir sur case noire g7 · Pion noir sur case blanche a6 · Pion noir sur case noire d6 · Pion blanc sur case blanche g6 · Pion noir sur case blanche b5 · Pion blanc sur case blanche d5 · Pion noir sur case noire e5 · Cavalier noir sur case blanche a4 · Pion noir sur case blanche e4 · Dame blanche sur case blanche h3 · Pion blanc sur case blanche a2 · Pion blanc sur case noire b2 · Pion blanc sur case blanche c2 · Fou blanc sur case noire d2 · Tour noire sur case noire f2 · Pion blanc sur case blanche g2 · Roi blanc sur case noire c1 · Tour blanche sur case blanche d1 | Tour noire sur case blanche a8 · Dame noire sur case noire d8 · Roi noir sur case blanche g8 · Tour blanche sur case noire h8 · Fou noir sur case noire g7 · Pion noir sur case blanche a6 · Pion noir sur case noire d6 · Pion blanc sur case blanche g6 · Pion noir sur case blanche b5 · Pion blanc sur case blanche d5 · Pion noir sur case noire e5 · Cavalier noir sur case blanche a4 · Pion noir sur case blanche e4 · Dame blanche sur case blanche h3 · Pion blanc sur case blanche a2 · Pion blanc sur case noire b2 · Pion blanc sur case blanche c2 · Fou blanc sur case noire d2 · Tour noire sur case noire f2 · Pion blanc sur case blanche g2 · Roi blanc sur case noire c1 · Tour blanche sur case blanche d1 | Tour noire sur case blanche a8 · Dame noire sur case noire d8 · Roi noir sur case blanche g8 · Tour blanche sur case noire h8 · Fou noir sur case noire g7 · Pion noir sur case blanche a6 · Pion noir sur case noire d6 · Pion blanc sur case blanche g6 · Pion noir sur case blanche b5 · Pion blanc sur case blanche d5 · Pion noir sur case noire e5 · Cavalier noir sur case blanche a4 · Pion noir sur case blanche e4 · Dame blanche sur case blanche h3 · Pion blanc sur case blanche a2 · Pion blanc sur case noire b2 · Pion blanc sur case blanche c2 · Fou blanc sur case noire d2 · Tour noire sur case noire f2 · Pion blanc sur case blanche g2 · Roi blanc sur case noire c1 · Tour blanche sur case blanche d1 | Tour noire sur case blanche a8 · Dame noire sur case noire d8 · Roi noir sur case blanche g8 · Tour blanche sur case noire h8 · Fou noir sur case noire g7 · Pion noir sur case blanche a6 · Pion noir sur case noire d6 · Pion blanc sur case blanche g6 · Pion noir sur case blanche b5 · Pion blanc sur case blanche d5 · Pion noir sur case noire e5 · Cavalier noir sur case blanche a4 · Pion noir sur case blanche e4 · Dame blanche sur case blanche h3 · Pion blanc sur case blanche a2 · Pion blanc sur case noire b2 · Pion blanc sur case blanche c2 · Fou blanc sur case noire d2 · Tour noire sur case noire f2 · Pion blanc sur case blanche g2 · Roi blanc sur case noire c1 · Tour blanche sur case blanche d1 | 8 |
| 7 | Tour noire sur case blanche a8 · Dame noire sur case noire d8 · Roi noir sur case blanche g8 · Tour blanche sur case noire h8 · Fou noir sur case noire g7 · Pion noir sur case blanche a6 · Pion noir sur case noire d6 · Pion blanc sur case blanche g6 · Pion noir sur case blanche b5 · Pion blanc sur case blanche d5 · Pion noir sur case noire e5 · Cavalier noir sur case blanche a4 · Pion noir sur case blanche e4 · Dame blanche sur case blanche h3 · Pion blanc sur case blanche a2 · Pion blanc sur case noire b2 · Pion blanc sur case blanche c2 · Fou blanc sur case noire d2 · Tour noire sur case noire f2 · Pion blanc sur case blanche g2 · Roi blanc sur case noire c1 · Tour blanche sur case blanche d1 | Tour noire sur case blanche a8 · Dame noire sur case noire d8 · Roi noir sur case blanche g8 · Tour blanche sur case noire h8 · Fou noir sur case noire g7 · Pion noir sur case blanche a6 · Pion noir sur case noire d6 · Pion blanc sur case blanche g6 · Pion noir sur case blanche b5 · Pion blanc sur case blanche d5 · Pion noir sur case noire e5 · Cavalier noir sur case blanche a4 · Pion noir sur case blanche e4 · Dame blanche sur case blanche h3 · Pion blanc sur case blanche a2 · Pion blanc sur case noire b2 · Pion blanc sur case blanche c2 · Fou blanc sur case noire d2 · Tour noire sur case noire f2 · Pion blanc sur case blanche g2 · Roi blanc sur case noire c1 · Tour blanche sur case blanche d1 | Tour noire sur case blanche a8 · Dame noire sur case noire d8 · Roi noir sur case blanche g8 · Tour blanche sur case noire h8 · Fou noir sur case noire g7 · Pion noir sur case blanche a6 · Pion noir sur case noire d6 · Pion blanc sur case blanche g6 · Pion noir sur case blanche b5 · Pion blanc sur case blanche d5 · Pion noir sur case noire e5 · Cavalier noir sur case blanche a4 · Pion noir sur case blanche e4 · Dame blanche sur case blanche h3 · Pion blanc sur case blanche a2 · Pion blanc sur case noire b2 · Pion blanc sur case blanche c2 · Fou blanc sur case noire d2 · Tour noire sur case noire f2 · Pion blanc sur case blanche g2 · Roi blanc sur case noire c1 · Tour blanche sur case blanche d1 | Tour noire sur case blanche a8 · Dame noire sur case noire d8 · Roi noir sur case blanche g8 · Tour blanche sur case noire h8 · Fou noir sur case noire g7 · Pion noir sur case blanche a6 · Pion noir sur case noire d6 · Pion blanc sur case blanche g6 · Pion noir sur case blanche b5 · Pion blanc sur case blanche d5 · Pion noir sur case noire e5 · Cavalier noir sur case blanche a4 · Pion noir sur case blanche e4 · Dame blanche sur case blanche h3 · Pion blanc sur case blanche a2 · Pion blanc sur case noire b2 · Pion blanc sur case blanche c2 · Fou blanc sur case noire d2 · Tour noire sur case noire f2 · Pion blanc sur case blanche g2 · Roi blanc sur case noire c1 · Tour blanche sur case blanche d1 | Tour noire sur case blanche a8 · Dame noire sur case noire d8 · Roi noir sur case blanche g8 · Tour blanche sur case noire h8 · Fou noir sur case noire g7 · Pion noir sur case blanche a6 · Pion noir sur case noire d6 · Pion blanc sur case blanche g6 · Pion noir sur case blanche b5 · Pion blanc sur case blanche d5 · Pion noir sur case noire e5 · Cavalier noir sur case blanche a4 · Pion noir sur case blanche e4 · Dame blanche sur case blanche h3 · Pion blanc sur case blanche a2 · Pion blanc sur case noire b2 · Pion blanc sur case blanche c2 · Fou blanc sur case noire d2 · Tour noire sur case noire f2 · Pion blanc sur case blanche g2 · Roi blanc sur case noire c1 · Tour blanche sur case blanche d1 | Tour noire sur case blanche a8 · Dame noire sur case noire d8 · Roi noir sur case blanche g8 · Tour blanche sur case noire h8 · Fou noir sur case noire g7 · Pion noir sur case blanche a6 · Pion noir sur case noire d6 · Pion blanc sur case blanche g6 · Pion noir sur case blanche b5 · Pion blanc sur case blanche d5 · Pion noir sur case noire e5 · Cavalier noir sur case blanche a4 · Pion noir sur case blanche e4 · Dame blanche sur case blanche h3 · Pion blanc sur case blanche a2 · Pion blanc sur case noire b2 · Pion blanc sur case blanche c2 · Fou blanc sur case noire d2 · Tour noire sur case noire f2 · Pion blanc sur case blanche g2 · Roi blanc sur case noire c1 · Tour blanche sur case blanche d1 | Tour noire sur case blanche a8 · Dame noire sur case noire d8 · Roi noir sur case blanche g8 · Tour blanche sur case noire h8 · Fou noir sur case noire g7 · Pion noir sur case blanche a6 · Pion noir sur case noire d6 · Pion blanc sur case blanche g6 · Pion noir sur case blanche b5 · Pion blanc sur case blanche d5 · Pion noir sur case noire e5 · Cavalier noir sur case blanche a4 · Pion noir sur case blanche e4 · Dame blanche sur case blanche h3 · Pion blanc sur case blanche a2 · Pion blanc sur case noire b2 · Pion blanc sur case blanche c2 · Fou blanc sur case noire d2 · Tour noire sur case noire f2 · Pion blanc sur case blanche g2 · Roi blanc sur case noire c1 · Tour blanche sur case blanche d1 | Tour noire sur case blanche a8 · Dame noire sur case noire d8 · Roi noir sur case blanche g8 · Tour blanche sur case noire h8 · Fou noir sur case noire g7 · Pion noir sur case blanche a6 · Pion noir sur case noire d6 · Pion blanc sur case blanche g6 · Pion noir sur case blanche b5 · Pion blanc sur case blanche d5 · Pion noir sur case noire e5 · Cavalier noir sur case blanche a4 · Pion noir sur case blanche e4 · Dame blanche sur case blanche h3 · Pion blanc sur case blanche a2 · Pion blanc sur case noire b2 · Pion blanc sur case blanche c2 · Fou blanc sur case noire d2 · Tour noire sur case noire f2 · Pion blanc sur case blanche g2 · Roi blanc sur case noire c1 · Tour blanche sur case blanche d1 | 7 |
| 6 | Tour noire sur case blanche a8 · Dame noire sur case noire d8 · Roi noir sur case blanche g8 · Tour blanche sur case noire h8 · Fou noir sur case noire g7 · Pion noir sur case blanche a6 · Pion noir sur case noire d6 · Pion blanc sur case blanche g6 · Pion noir sur case blanche b5 · Pion blanc sur case blanche d5 · Pion noir sur case noire e5 · Cavalier noir sur case blanche a4 · Pion noir sur case blanche e4 · Dame blanche sur case blanche h3 · Pion blanc sur case blanche a2 · Pion blanc sur case noire b2 · Pion blanc sur case blanche c2 · Fou blanc sur case noire d2 · Tour noire sur case noire f2 · Pion blanc sur case blanche g2 · Roi blanc sur case noire c1 · Tour blanche sur case blanche d1 | Tour noire sur case blanche a8 · Dame noire sur case noire d8 · Roi noir sur case blanche g8 · Tour blanche sur case noire h8 · Fou noir sur case noire g7 · Pion noir sur case blanche a6 · Pion noir sur case noire d6 · Pion blanc sur case blanche g6 · Pion noir sur case blanche b5 · Pion blanc sur case blanche d5 · Pion noir sur case noire e5 · Cavalier noir sur case blanche a4 · Pion noir sur case blanche e4 · Dame blanche sur case blanche h3 · Pion blanc sur case blanche a2 · Pion blanc sur case noire b2 · Pion blanc sur case blanche c2 · Fou blanc sur case noire d2 · Tour noire sur case noire f2 · Pion blanc sur case blanche g2 · Roi blanc sur case noire c1 · Tour blanche sur case blanche d1 | Tour noire sur case blanche a8 · Dame noire sur case noire d8 · Roi noir sur case blanche g8 · Tour blanche sur case noire h8 · Fou noir sur case noire g7 · Pion noir sur case blanche a6 · Pion noir sur case noire d6 · Pion blanc sur case blanche g6 · Pion noir sur case blanche b5 · Pion blanc sur case blanche d5 · Pion noir sur case noire e5 · Cavalier noir sur case blanche a4 · Pion noir sur case blanche e4 · Dame blanche sur case blanche h3 · Pion blanc sur case blanche a2 · Pion blanc sur case noire b2 · Pion blanc sur case blanche c2 · Fou blanc sur case noire d2 · Tour noire sur case noire f2 · Pion blanc sur case blanche g2 · Roi blanc sur case noire c1 · Tour blanche sur case blanche d1 | Tour noire sur case blanche a8 · Dame noire sur case noire d8 · Roi noir sur case blanche g8 · Tour blanche sur case noire h8 · Fou noir sur case noire g7 · Pion noir sur case blanche a6 · Pion noir sur case noire d6 · Pion blanc sur case blanche g6 · Pion noir sur case blanche b5 · Pion blanc sur case blanche d5 · Pion noir sur case noire e5 · Cavalier noir sur case blanche a4 · Pion noir sur case blanche e4 · Dame blanche sur case blanche h3 · Pion blanc sur case blanche a2 · Pion blanc sur case noire b2 · Pion blanc sur case blanche c2 · Fou blanc sur case noire d2 · Tour noire sur case noire f2 · Pion blanc sur case blanche g2 · Roi blanc sur case noire c1 · Tour blanche sur case blanche d1 | Tour noire sur case blanche a8 · Dame noire sur case noire d8 · Roi noir sur case blanche g8 · Tour blanche sur case noire h8 · Fou noir sur case noire g7 · Pion noir sur case blanche a6 · Pion noir sur case noire d6 · Pion blanc sur case blanche g6 · Pion noir sur case blanche b5 · Pion blanc sur case blanche d5 · Pion noir sur case noire e5 · Cavalier noir sur case blanche a4 · Pion noir sur case blanche e4 · Dame blanche sur case blanche h3 · Pion blanc sur case blanche a2 · Pion blanc sur case noire b2 · Pion blanc sur case blanche c2 · Fou blanc sur case noire d2 · Tour noire sur case noire f2 · Pion blanc sur case blanche g2 · Roi blanc sur case noire c1 · Tour blanche sur case blanche d1 | Tour noire sur case blanche a8 · Dame noire sur case noire d8 · Roi noir sur case blanche g8 · Tour blanche sur case noire h8 · Fou noir sur case noire g7 · Pion noir sur case blanche a6 · Pion noir sur case noire d6 · Pion blanc sur case blanche g6 · Pion noir sur case blanche b5 · Pion blanc sur case blanche d5 · Pion noir sur case noire e5 · Cavalier noir sur case blanche a4 · Pion noir sur case blanche e4 · Dame blanche sur case blanche h3 · Pion blanc sur case blanche a2 · Pion blanc sur case noire b2 · Pion blanc sur case blanche c2 · Fou blanc sur case noire d2 · Tour noire sur case noire f2 · Pion blanc sur case blanche g2 · Roi blanc sur case noire c1 · Tour blanche sur case blanche d1 | Tour noire sur case blanche a8 · Dame noire sur case noire d8 · Roi noir sur case blanche g8 · Tour blanche sur case noire h8 · Fou noir sur case noire g7 · Pion noir sur case blanche a6 · Pion noir sur case noire d6 · Pion blanc sur case blanche g6 · Pion noir sur case blanche b5 · Pion blanc sur case blanche d5 · Pion noir sur case noire e5 · Cavalier noir sur case blanche a4 · Pion noir sur case blanche e4 · Dame blanche sur case blanche h3 · Pion blanc sur case blanche a2 · Pion blanc sur case noire b2 · Pion blanc sur case blanche c2 · Fou blanc sur case noire d2 · Tour noire sur case noire f2 · Pion blanc sur case blanche g2 · Roi blanc sur case noire c1 · Tour blanche sur case blanche d1 | Tour noire sur case blanche a8 · Dame noire sur case noire d8 · Roi noir sur case blanche g8 · Tour blanche sur case noire h8 · Fou noir sur case noire g7 · Pion noir sur case blanche a6 · Pion noir sur case noire d6 · Pion blanc sur case blanche g6 · Pion noir sur case blanche b5 · Pion blanc sur case blanche d5 · Pion noir sur case noire e5 · Cavalier noir sur case blanche a4 · Pion noir sur case blanche e4 · Dame blanche sur case blanche h3 · Pion blanc sur case blanche a2 · Pion blanc sur case noire b2 · Pion blanc sur case blanche c2 · Fou blanc sur case noire d2 · Tour noire sur case noire f2 · Pion blanc sur case blanche g2 · Roi blanc sur case noire c1 · Tour blanche sur case blanche d1 | 6 |
| 5 | Tour noire sur case blanche a8 · Dame noire sur case noire d8 · Roi noir sur case blanche g8 · Tour blanche sur case noire h8 · Fou noir sur case noire g7 · Pion noir sur case blanche a6 · Pion noir sur case noire d6 · Pion blanc sur case blanche g6 · Pion noir sur case blanche b5 · Pion blanc sur case blanche d5 · Pion noir sur case noire e5 · Cavalier noir sur case blanche a4 · Pion noir sur case blanche e4 · Dame blanche sur case blanche h3 · Pion blanc sur case blanche a2 · Pion blanc sur case noire b2 · Pion blanc sur case blanche c2 · Fou blanc sur case noire d2 · Tour noire sur case noire f2 · Pion blanc sur case blanche g2 · Roi blanc sur case noire c1 · Tour blanche sur case blanche d1 | Tour noire sur case blanche a8 · Dame noire sur case noire d8 · Roi noir sur case blanche g8 · Tour blanche sur case noire h8 · Fou noir sur case noire g7 · Pion noir sur case blanche a6 · Pion noir sur case noire d6 · Pion blanc sur case blanche g6 · Pion noir sur case blanche b5 · Pion blanc sur case blanche d5 · Pion noir sur case noire e5 · Cavalier noir sur case blanche a4 · Pion noir sur case blanche e4 · Dame blanche sur case blanche h3 · Pion blanc sur case blanche a2 · Pion blanc sur case noire b2 · Pion blanc sur case blanche c2 · Fou blanc sur case noire d2 · Tour noire sur case noire f2 · Pion blanc sur case blanche g2 · Roi blanc sur case noire c1 · Tour blanche sur case blanche d1 | Tour noire sur case blanche a8 · Dame noire sur case noire d8 · Roi noir sur case blanche g8 · Tour blanche sur case noire h8 · Fou noir sur case noire g7 · Pion noir sur case blanche a6 · Pion noir sur case noire d6 · Pion blanc sur case blanche g6 · Pion noir sur case blanche b5 · Pion blanc sur case blanche d5 · Pion noir sur case noire e5 · Cavalier noir sur case blanche a4 · Pion noir sur case blanche e4 · Dame blanche sur case blanche h3 · Pion blanc sur case blanche a2 · Pion blanc sur case noire b2 · Pion blanc sur case blanche c2 · Fou blanc sur case noire d2 · Tour noire sur case noire f2 · Pion blanc sur case blanche g2 · Roi blanc sur case noire c1 · Tour blanche sur case blanche d1 | Tour noire sur case blanche a8 · Dame noire sur case noire d8 · Roi noir sur case blanche g8 · Tour blanche sur case noire h8 · Fou noir sur case noire g7 · Pion noir sur case blanche a6 · Pion noir sur case noire d6 · Pion blanc sur case blanche g6 · Pion noir sur case blanche b5 · Pion blanc sur case blanche d5 · Pion noir sur case noire e5 · Cavalier noir sur case blanche a4 · Pion noir sur case blanche e4 · Dame blanche sur case blanche h3 · Pion blanc sur case blanche a2 · Pion blanc sur case noire b2 · Pion blanc sur case blanche c2 · Fou blanc sur case noire d2 · Tour noire sur case noire f2 · Pion blanc sur case blanche g2 · Roi blanc sur case noire c1 · Tour blanche sur case blanche d1 | Tour noire sur case blanche a8 · Dame noire sur case noire d8 · Roi noir sur case blanche g8 · Tour blanche sur case noire h8 · Fou noir sur case noire g7 · Pion noir sur case blanche a6 · Pion noir sur case noire d6 · Pion blanc sur case blanche g6 · Pion noir sur case blanche b5 · Pion blanc sur case blanche d5 · Pion noir sur case noire e5 · Cavalier noir sur case blanche a4 · Pion noir sur case blanche e4 · Dame blanche sur case blanche h3 · Pion blanc sur case blanche a2 · Pion blanc sur case noire b2 · Pion blanc sur case blanche c2 · Fou blanc sur case noire d2 · Tour noire sur case noire f2 · Pion blanc sur case blanche g2 · Roi blanc sur case noire c1 · Tour blanche sur case blanche d1 | Tour noire sur case blanche a8 · Dame noire sur case noire d8 · Roi noir sur case blanche g8 · Tour blanche sur case noire h8 · Fou noir sur case noire g7 · Pion noir sur case blanche a6 · Pion noir sur case noire d6 · Pion blanc sur case blanche g6 · Pion noir sur case blanche b5 · Pion blanc sur case blanche d5 · Pion noir sur case noire e5 · Cavalier noir sur case blanche a4 · Pion noir sur case blanche e4 · Dame blanche sur case blanche h3 · Pion blanc sur case blanche a2 · Pion blanc sur case noire b2 · Pion blanc sur case blanche c2 · Fou blanc sur case noire d2 · Tour noire sur case noire f2 · Pion blanc sur case blanche g2 · Roi blanc sur case noire c1 · Tour blanche sur case blanche d1 | Tour noire sur case blanche a8 · Dame noire sur case noire d8 · Roi noir sur case blanche g8 · Tour blanche sur case noire h8 · Fou noir sur case noire g7 · Pion noir sur case blanche a6 · Pion noir sur case noire d6 · Pion blanc sur case blanche g6 · Pion noir sur case blanche b5 · Pion blanc sur case blanche d5 · Pion noir sur case noire e5 · Cavalier noir sur case blanche a4 · Pion noir sur case blanche e4 · Dame blanche sur case blanche h3 · Pion blanc sur case blanche a2 · Pion blanc sur case noire b2 · Pion blanc sur case blanche c2 · Fou blanc sur case noire d2 · Tour noire sur case noire f2 · Pion blanc sur case blanche g2 · Roi blanc sur case noire c1 · Tour blanche sur case blanche d1 | Tour noire sur case blanche a8 · Dame noire sur case noire d8 · Roi noir sur case blanche g8 · Tour blanche sur case noire h8 · Fou noir sur case noire g7 · Pion noir sur case blanche a6 · Pion noir sur case noire d6 · Pion blanc sur case blanche g6 · Pion noir sur case blanche b5 · Pion blanc sur case blanche d5 · Pion noir sur case noire e5 · Cavalier noir sur case blanche a4 · Pion noir sur case blanche e4 · Dame blanche sur case blanche h3 · Pion blanc sur case blanche a2 · Pion blanc sur case noire b2 · Pion blanc sur case blanche c2 · Fou blanc sur case noire d2 · Tour noire sur case noire f2 · Pion blanc sur case blanche g2 · Roi blanc sur case noire c1 · Tour blanche sur case blanche d1 | 5 |
| 4 | Tour noire sur case blanche a8 · Dame noire sur case noire d8 · Roi noir sur case blanche g8 · Tour blanche sur case noire h8 · Fou noir sur case noire g7 · Pion noir sur case blanche a6 · Pion noir sur case noire d6 · Pion blanc sur case blanche g6 · Pion noir sur case blanche b5 · Pion blanc sur case blanche d5 · Pion noir sur case noire e5 · Cavalier noir sur case blanche a4 · Pion noir sur case blanche e4 · Dame blanche sur case blanche h3 · Pion blanc sur case blanche a2 · Pion blanc sur case noire b2 · Pion blanc sur case blanche c2 · Fou blanc sur case noire d2 · Tour noire sur case noire f2 · Pion blanc sur case blanche g2 · Roi blanc sur case noire c1 · Tour blanche sur case blanche d1 | Tour noire sur case blanche a8 · Dame noire sur case noire d8 · Roi noir sur case blanche g8 · Tour blanche sur case noire h8 · Fou noir sur case noire g7 · Pion noir sur case blanche a6 · Pion noir sur case noire d6 · Pion blanc sur case blanche g6 · Pion noir sur case blanche b5 · Pion blanc sur case blanche d5 · Pion noir sur case noire e5 · Cavalier noir sur case blanche a4 · Pion noir sur case blanche e4 · Dame blanche sur case blanche h3 · Pion blanc sur case blanche a2 · Pion blanc sur case noire b2 · Pion blanc sur case blanche c2 · Fou blanc sur case noire d2 · Tour noire sur case noire f2 · Pion blanc sur case blanche g2 · Roi blanc sur case noire c1 · Tour blanche sur case blanche d1 | Tour noire sur case blanche a8 · Dame noire sur case noire d8 · Roi noir sur case blanche g8 · Tour blanche sur case noire h8 · Fou noir sur case noire g7 · Pion noir sur case blanche a6 · Pion noir sur case noire d6 · Pion blanc sur case blanche g6 · Pion noir sur case blanche b5 · Pion blanc sur case blanche d5 · Pion noir sur case noire e5 · Cavalier noir sur case blanche a4 · Pion noir sur case blanche e4 · Dame blanche sur case blanche h3 · Pion blanc sur case blanche a2 · Pion blanc sur case noire b2 · Pion blanc sur case blanche c2 · Fou blanc sur case noire d2 · Tour noire sur case noire f2 · Pion blanc sur case blanche g2 · Roi blanc sur case noire c1 · Tour blanche sur case blanche d1 | Tour noire sur case blanche a8 · Dame noire sur case noire d8 · Roi noir sur case blanche g8 · Tour blanche sur case noire h8 · Fou noir sur case noire g7 · Pion noir sur case blanche a6 · Pion noir sur case noire d6 · Pion blanc sur case blanche g6 · Pion noir sur case blanche b5 · Pion blanc sur case blanche d5 · Pion noir sur case noire e5 · Cavalier noir sur case blanche a4 · Pion noir sur case blanche e4 · Dame blanche sur case blanche h3 · Pion blanc sur case blanche a2 · Pion blanc sur case noire b2 · Pion blanc sur case blanche c2 · Fou blanc sur case noire d2 · Tour noire sur case noire f2 · Pion blanc sur case blanche g2 · Roi blanc sur case noire c1 · Tour blanche sur case blanche d1 | Tour noire sur case blanche a8 · Dame noire sur case noire d8 · Roi noir sur case blanche g8 · Tour blanche sur case noire h8 · Fou noir sur case noire g7 · Pion noir sur case blanche a6 · Pion noir sur case noire d6 · Pion blanc sur case blanche g6 · Pion noir sur case blanche b5 · Pion blanc sur case blanche d5 · Pion noir sur case noire e5 · Cavalier noir sur case blanche a4 · Pion noir sur case blanche e4 · Dame blanche sur case blanche h3 · Pion blanc sur case blanche a2 · Pion blanc sur case noire b2 · Pion blanc sur case blanche c2 · Fou blanc sur case noire d2 · Tour noire sur case noire f2 · Pion blanc sur case blanche g2 · Roi blanc sur case noire c1 · Tour blanche sur case blanche d1 | Tour noire sur case blanche a8 · Dame noire sur case noire d8 · Roi noir sur case blanche g8 · Tour blanche sur case noire h8 · Fou noir sur case noire g7 · Pion noir sur case blanche a6 · Pion noir sur case noire d6 · Pion blanc sur case blanche g6 · Pion noir sur case blanche b5 · Pion blanc sur case blanche d5 · Pion noir sur case noire e5 · Cavalier noir sur case blanche a4 · Pion noir sur case blanche e4 · Dame blanche sur case blanche h3 · Pion blanc sur case blanche a2 · Pion blanc sur case noire b2 · Pion blanc sur case blanche c2 · Fou blanc sur case noire d2 · Tour noire sur case noire f2 · Pion blanc sur case blanche g2 · Roi blanc sur case noire c1 · Tour blanche sur case blanche d1 | Tour noire sur case blanche a8 · Dame noire sur case noire d8 · Roi noir sur case blanche g8 · Tour blanche sur case noire h8 · Fou noir sur case noire g7 · Pion noir sur case blanche a6 · Pion noir sur case noire d6 · Pion blanc sur case blanche g6 · Pion noir sur case blanche b5 · Pion blanc sur case blanche d5 · Pion noir sur case noire e5 · Cavalier noir sur case blanche a4 · Pion noir sur case blanche e4 · Dame blanche sur case blanche h3 · Pion blanc sur case blanche a2 · Pion blanc sur case noire b2 · Pion blanc sur case blanche c2 · Fou blanc sur case noire d2 · Tour noire sur case noire f2 · Pion blanc sur case blanche g2 · Roi blanc sur case noire c1 · Tour blanche sur case blanche d1 | Tour noire sur case blanche a8 · Dame noire sur case noire d8 · Roi noir sur case blanche g8 · Tour blanche sur case noire h8 · Fou noir sur case noire g7 · Pion noir sur case blanche a6 · Pion noir sur case noire d6 · Pion blanc sur case blanche g6 · Pion noir sur case blanche b5 · Pion blanc sur case blanche d5 · Pion noir sur case noire e5 · Cavalier noir sur case blanche a4 · Pion noir sur case blanche e4 · Dame blanche sur case blanche h3 · Pion blanc sur case blanche a2 · Pion blanc sur case noire b2 · Pion blanc sur case blanche c2 · Fou blanc sur case noire d2 · Tour noire sur case noire f2 · Pion blanc sur case blanche g2 · Roi blanc sur case noire c1 · Tour blanche sur case blanche d1 | 4 |
| 3 | Tour noire sur case blanche a8 · Dame noire sur case noire d8 · Roi noir sur case blanche g8 · Tour blanche sur case noire h8 · Fou noir sur case noire g7 · Pion noir sur case blanche a6 · Pion noir sur case noire d6 · Pion blanc sur case blanche g6 · Pion noir sur case blanche b5 · Pion blanc sur case blanche d5 · Pion noir sur case noire e5 · Cavalier noir sur case blanche a4 · Pion noir sur case blanche e4 · Dame blanche sur case blanche h3 · Pion blanc sur case blanche a2 · Pion blanc sur case noire b2 · Pion blanc sur case blanche c2 · Fou blanc sur case noire d2 · Tour noire sur case noire f2 · Pion blanc sur case blanche g2 · Roi blanc sur case noire c1 · Tour blanche sur case blanche d1 | Tour noire sur case blanche a8 · Dame noire sur case noire d8 · Roi noir sur case blanche g8 · Tour blanche sur case noire h8 · Fou noir sur case noire g7 · Pion noir sur case blanche a6 · Pion noir sur case noire d6 · Pion blanc sur case blanche g6 · Pion noir sur case blanche b5 · Pion blanc sur case blanche d5 · Pion noir sur case noire e5 · Cavalier noir sur case blanche a4 · Pion noir sur case blanche e4 · Dame blanche sur case blanche h3 · Pion blanc sur case blanche a2 · Pion blanc sur case noire b2 · Pion blanc sur case blanche c2 · Fou blanc sur case noire d2 · Tour noire sur case noire f2 · Pion blanc sur case blanche g2 · Roi blanc sur case noire c1 · Tour blanche sur case blanche d1 | Tour noire sur case blanche a8 · Dame noire sur case noire d8 · Roi noir sur case blanche g8 · Tour blanche sur case noire h8 · Fou noir sur case noire g7 · Pion noir sur case blanche a6 · Pion noir sur case noire d6 · Pion blanc sur case blanche g6 · Pion noir sur case blanche b5 · Pion blanc sur case blanche d5 · Pion noir sur case noire e5 · Cavalier noir sur case blanche a4 · Pion noir sur case blanche e4 · Dame blanche sur case blanche h3 · Pion blanc sur case blanche a2 · Pion blanc sur case noire b2 · Pion blanc sur case blanche c2 · Fou blanc sur case noire d2 · Tour noire sur case noire f2 · Pion blanc sur case blanche g2 · Roi blanc sur case noire c1 · Tour blanche sur case blanche d1 | Tour noire sur case blanche a8 · Dame noire sur case noire d8 · Roi noir sur case blanche g8 · Tour blanche sur case noire h8 · Fou noir sur case noire g7 · Pion noir sur case blanche a6 · Pion noir sur case noire d6 · Pion blanc sur case blanche g6 · Pion noir sur case blanche b5 · Pion blanc sur case blanche d5 · Pion noir sur case noire e5 · Cavalier noir sur case blanche a4 · Pion noir sur case blanche e4 · Dame blanche sur case blanche h3 · Pion blanc sur case blanche a2 · Pion blanc sur case noire b2 · Pion blanc sur case blanche c2 · Fou blanc sur case noire d2 · Tour noire sur case noire f2 · Pion blanc sur case blanche g2 · Roi blanc sur case noire c1 · Tour blanche sur case blanche d1 | Tour noire sur case blanche a8 · Dame noire sur case noire d8 · Roi noir sur case blanche g8 · Tour blanche sur case noire h8 · Fou noir sur case noire g7 · Pion noir sur case blanche a6 · Pion noir sur case noire d6 · Pion blanc sur case blanche g6 · Pion noir sur case blanche b5 · Pion blanc sur case blanche d5 · Pion noir sur case noire e5 · Cavalier noir sur case blanche a4 · Pion noir sur case blanche e4 · Dame blanche sur case blanche h3 · Pion blanc sur case blanche a2 · Pion blanc sur case noire b2 · Pion blanc sur case blanche c2 · Fou blanc sur case noire d2 · Tour noire sur case noire f2 · Pion blanc sur case blanche g2 · Roi blanc sur case noire c1 · Tour blanche sur case blanche d1 | Tour noire sur case blanche a8 · Dame noire sur case noire d8 · Roi noir sur case blanche g8 · Tour blanche sur case noire h8 · Fou noir sur case noire g7 · Pion noir sur case blanche a6 · Pion noir sur case noire d6 · Pion blanc sur case blanche g6 · Pion noir sur case blanche b5 · Pion blanc sur case blanche d5 · Pion noir sur case noire e5 · Cavalier noir sur case blanche a4 · Pion noir sur case blanche e4 · Dame blanche sur case blanche h3 · Pion blanc sur case blanche a2 · Pion blanc sur case noire b2 · Pion blanc sur case blanche c2 · Fou blanc sur case noire d2 · Tour noire sur case noire f2 · Pion blanc sur case blanche g2 · Roi blanc sur case noire c1 · Tour blanche sur case blanche d1 | Tour noire sur case blanche a8 · Dame noire sur case noire d8 · Roi noir sur case blanche g8 · Tour blanche sur case noire h8 · Fou noir sur case noire g7 · Pion noir sur case blanche a6 · Pion noir sur case noire d6 · Pion blanc sur case blanche g6 · Pion noir sur case blanche b5 · Pion blanc sur case blanche d5 · Pion noir sur case noire e5 · Cavalier noir sur case blanche a4 · Pion noir sur case blanche e4 · Dame blanche sur case blanche h3 · Pion blanc sur case blanche a2 · Pion blanc sur case noire b2 · Pion blanc sur case blanche c2 · Fou blanc sur case noire d2 · Tour noire sur case noire f2 · Pion blanc sur case blanche g2 · Roi blanc sur case noire c1 · Tour blanche sur case blanche d1 | Tour noire sur case blanche a8 · Dame noire sur case noire d8 · Roi noir sur case blanche g8 · Tour blanche sur case noire h8 · Fou noir sur case noire g7 · Pion noir sur case blanche a6 · Pion noir sur case noire d6 · Pion blanc sur case blanche g6 · Pion noir sur case blanche b5 · Pion blanc sur case blanche d5 · Pion noir sur case noire e5 · Cavalier noir sur case blanche a4 · Pion noir sur case blanche e4 · Dame blanche sur case blanche h3 · Pion blanc sur case blanche a2 · Pion blanc sur case noire b2 · Pion blanc sur case blanche c2 · Fou blanc sur case noire d2 · Tour noire sur case noire f2 · Pion blanc sur case blanche g2 · Roi blanc sur case noire c1 · Tour blanche sur case blanche d1 | 3 |
| 2 | Tour noire sur case blanche a8 · Dame noire sur case noire d8 · Roi noir sur case blanche g8 · Tour blanche sur case noire h8 · Fou noir sur case noire g7 · Pion noir sur case blanche a6 · Pion noir sur case noire d6 · Pion blanc sur case blanche g6 · Pion noir sur case blanche b5 · Pion blanc sur case blanche d5 · Pion noir sur case noire e5 · Cavalier noir sur case blanche a4 · Pion noir sur case blanche e4 · Dame blanche sur case blanche h3 · Pion blanc sur case blanche a2 · Pion blanc sur case noire b2 · Pion blanc sur case blanche c2 · Fou blanc sur case noire d2 · Tour noire sur case noire f2 · Pion blanc sur case blanche g2 · Roi blanc sur case noire c1 · Tour blanche sur case blanche d1 | Tour noire sur case blanche a8 · Dame noire sur case noire d8 · Roi noir sur case blanche g8 · Tour blanche sur case noire h8 · Fou noir sur case noire g7 · Pion noir sur case blanche a6 · Pion noir sur case noire d6 · Pion blanc sur case blanche g6 · Pion noir sur case blanche b5 · Pion blanc sur case blanche d5 · Pion noir sur case noire e5 · Cavalier noir sur case blanche a4 · Pion noir sur case blanche e4 · Dame blanche sur case blanche h3 · Pion blanc sur case blanche a2 · Pion blanc sur case noire b2 · Pion blanc sur case blanche c2 · Fou blanc sur case noire d2 · Tour noire sur case noire f2 · Pion blanc sur case blanche g2 · Roi blanc sur case noire c1 · Tour blanche sur case blanche d1 | Tour noire sur case blanche a8 · Dame noire sur case noire d8 · Roi noir sur case blanche g8 · Tour blanche sur case noire h8 · Fou noir sur case noire g7 · Pion noir sur case blanche a6 · Pion noir sur case noire d6 · Pion blanc sur case blanche g6 · Pion noir sur case blanche b5 · Pion blanc sur case blanche d5 · Pion noir sur case noire e5 · Cavalier noir sur case blanche a4 · Pion noir sur case blanche e4 · Dame blanche sur case blanche h3 · Pion blanc sur case blanche a2 · Pion blanc sur case noire b2 · Pion blanc sur case blanche c2 · Fou blanc sur case noire d2 · Tour noire sur case noire f2 · Pion blanc sur case blanche g2 · Roi blanc sur case noire c1 · Tour blanche sur case blanche d1 | Tour noire sur case blanche a8 · Dame noire sur case noire d8 · Roi noir sur case blanche g8 · Tour blanche sur case noire h8 · Fou noir sur case noire g7 · Pion noir sur case blanche a6 · Pion noir sur case noire d6 · Pion blanc sur case blanche g6 · Pion noir sur case blanche b5 · Pion blanc sur case blanche d5 · Pion noir sur case noire e5 · Cavalier noir sur case blanche a4 · Pion noir sur case blanche e4 · Dame blanche sur case blanche h3 · Pion blanc sur case blanche a2 · Pion blanc sur case noire b2 · Pion blanc sur case blanche c2 · Fou blanc sur case noire d2 · Tour noire sur case noire f2 · Pion blanc sur case blanche g2 · Roi blanc sur case noire c1 · Tour blanche sur case blanche d1 | Tour noire sur case blanche a8 · Dame noire sur case noire d8 · Roi noir sur case blanche g8 · Tour blanche sur case noire h8 · Fou noir sur case noire g7 · Pion noir sur case blanche a6 · Pion noir sur case noire d6 · Pion blanc sur case blanche g6 · Pion noir sur case blanche b5 · Pion blanc sur case blanche d5 · Pion noir sur case noire e5 · Cavalier noir sur case blanche a4 · Pion noir sur case blanche e4 · Dame blanche sur case blanche h3 · Pion blanc sur case blanche a2 · Pion blanc sur case noire b2 · Pion blanc sur case blanche c2 · Fou blanc sur case noire d2 · Tour noire sur case noire f2 · Pion blanc sur case blanche g2 · Roi blanc sur case noire c1 · Tour blanche sur case blanche d1 | Tour noire sur case blanche a8 · Dame noire sur case noire d8 · Roi noir sur case blanche g8 · Tour blanche sur case noire h8 · Fou noir sur case noire g7 · Pion noir sur case blanche a6 · Pion noir sur case noire d6 · Pion blanc sur case blanche g6 · Pion noir sur case blanche b5 · Pion blanc sur case blanche d5 · Pion noir sur case noire e5 · Cavalier noir sur case blanche a4 · Pion noir sur case blanche e4 · Dame blanche sur case blanche h3 · Pion blanc sur case blanche a2 · Pion blanc sur case noire b2 · Pion blanc sur case blanche c2 · Fou blanc sur case noire d2 · Tour noire sur case noire f2 · Pion blanc sur case blanche g2 · Roi blanc sur case noire c1 · Tour blanche sur case blanche d1 | Tour noire sur case blanche a8 · Dame noire sur case noire d8 · Roi noir sur case blanche g8 · Tour blanche sur case noire h8 · Fou noir sur case noire g7 · Pion noir sur case blanche a6 · Pion noir sur case noire d6 · Pion blanc sur case blanche g6 · Pion noir sur case blanche b5 · Pion blanc sur case blanche d5 · Pion noir sur case noire e5 · Cavalier noir sur case blanche a4 · Pion noir sur case blanche e4 · Dame blanche sur case blanche h3 · Pion blanc sur case blanche a2 · Pion blanc sur case noire b2 · Pion blanc sur case blanche c2 · Fou blanc sur case noire d2 · Tour noire sur case noire f2 · Pion blanc sur case blanche g2 · Roi blanc sur case noire c1 · Tour blanche sur case blanche d1 | Tour noire sur case blanche a8 · Dame noire sur case noire d8 · Roi noir sur case blanche g8 · Tour blanche sur case noire h8 · Fou noir sur case noire g7 · Pion noir sur case blanche a6 · Pion noir sur case noire d6 · Pion blanc sur case blanche g6 · Pion noir sur case blanche b5 · Pion blanc sur case blanche d5 · Pion noir sur case noire e5 · Cavalier noir sur case blanche a4 · Pion noir sur case blanche e4 · Dame blanche sur case blanche h3 · Pion blanc sur case blanche a2 · Pion blanc sur case noire b2 · Pion blanc sur case blanche c2 · Fou blanc sur case noire d2 · Tour noire sur case noire f2 · Pion blanc sur case blanche g2 · Roi blanc sur case noire c1 · Tour blanche sur case blanche d1 | 2 |
| 1 | Tour noire sur case blanche a8 · Dame noire sur case noire d8 · Roi noir sur case blanche g8 · Tour blanche sur case noire h8 · Fou noir sur case noire g7 · Pion noir sur case blanche a6 · Pion noir sur case noire d6 · Pion blanc sur case blanche g6 · Pion noir sur case blanche b5 · Pion blanc sur case blanche d5 · Pion noir sur case noire e5 · Cavalier noir sur case blanche a4 · Pion noir sur case blanche e4 · Dame blanche sur case blanche h3 · Pion blanc sur case blanche a2 · Pion blanc sur case noire b2 · Pion blanc sur case blanche c2 · Fou blanc sur case noire d2 · Tour noire sur case noire f2 · Pion blanc sur case blanche g2 · Roi blanc sur case noire c1 · Tour blanche sur case blanche d1 | Tour noire sur case blanche a8 · Dame noire sur case noire d8 · Roi noir sur case blanche g8 · Tour blanche sur case noire h8 · Fou noir sur case noire g7 · Pion noir sur case blanche a6 · Pion noir sur case noire d6 · Pion blanc sur case blanche g6 · Pion noir sur case blanche b5 · Pion blanc sur case blanche d5 · Pion noir sur case noire e5 · Cavalier noir sur case blanche a4 · Pion noir sur case blanche e4 · Dame blanche sur case blanche h3 · Pion blanc sur case blanche a2 · Pion blanc sur case noire b2 · Pion blanc sur case blanche c2 · Fou blanc sur case noire d2 · Tour noire sur case noire f2 · Pion blanc sur case blanche g2 · Roi blanc sur case noire c1 · Tour blanche sur case blanche d1 | Tour noire sur case blanche a8 · Dame noire sur case noire d8 · Roi noir sur case blanche g8 · Tour blanche sur case noire h8 · Fou noir sur case noire g7 · Pion noir sur case blanche a6 · Pion noir sur case noire d6 · Pion blanc sur case blanche g6 · Pion noir sur case blanche b5 · Pion blanc sur case blanche d5 · Pion noir sur case noire e5 · Cavalier noir sur case blanche a4 · Pion noir sur case blanche e4 · Dame blanche sur case blanche h3 · Pion blanc sur case blanche a2 · Pion blanc sur case noire b2 · Pion blanc sur case blanche c2 · Fou blanc sur case noire d2 · Tour noire sur case noire f2 · Pion blanc sur case blanche g2 · Roi blanc sur case noire c1 · Tour blanche sur case blanche d1 | Tour noire sur case blanche a8 · Dame noire sur case noire d8 · Roi noir sur case blanche g8 · Tour blanche sur case noire h8 · Fou noir sur case noire g7 · Pion noir sur case blanche a6 · Pion noir sur case noire d6 · Pion blanc sur case blanche g6 · Pion noir sur case blanche b5 · Pion blanc sur case blanche d5 · Pion noir sur case noire e5 · Cavalier noir sur case blanche a4 · Pion noir sur case blanche e4 · Dame blanche sur case blanche h3 · Pion blanc sur case blanche a2 · Pion blanc sur case noire b2 · Pion blanc sur case blanche c2 · Fou blanc sur case noire d2 · Tour noire sur case noire f2 · Pion blanc sur case blanche g2 · Roi blanc sur case noire c1 · Tour blanche sur case blanche d1 | Tour noire sur case blanche a8 · Dame noire sur case noire d8 · Roi noir sur case blanche g8 · Tour blanche sur case noire h8 · Fou noir sur case noire g7 · Pion noir sur case blanche a6 · Pion noir sur case noire d6 · Pion blanc sur case blanche g6 · Pion noir sur case blanche b5 · Pion blanc sur case blanche d5 · Pion noir sur case noire e5 · Cavalier noir sur case blanche a4 · Pion noir sur case blanche e4 · Dame blanche sur case blanche h3 · Pion blanc sur case blanche a2 · Pion blanc sur case noire b2 · Pion blanc sur case blanche c2 · Fou blanc sur case noire d2 · Tour noire sur case noire f2 · Pion blanc sur case blanche g2 · Roi blanc sur case noire c1 · Tour blanche sur case blanche d1 | Tour noire sur case blanche a8 · Dame noire sur case noire d8 · Roi noir sur case blanche g8 · Tour blanche sur case noire h8 · Fou noir sur case noire g7 · Pion noir sur case blanche a6 · Pion noir sur case noire d6 · Pion blanc sur case blanche g6 · Pion noir sur case blanche b5 · Pion blanc sur case blanche d5 · Pion noir sur case noire e5 · Cavalier noir sur case blanche a4 · Pion noir sur case blanche e4 · Dame blanche sur case blanche h3 · Pion blanc sur case blanche a2 · Pion blanc sur case noire b2 · Pion blanc sur case blanche c2 · Fou blanc sur case noire d2 · Tour noire sur case noire f2 · Pion blanc sur case blanche g2 · Roi blanc sur case noire c1 · Tour blanche sur case blanche d1 | Tour noire sur case blanche a8 · Dame noire sur case noire d8 · Roi noir sur case blanche g8 · Tour blanche sur case noire h8 · Fou noir sur case noire g7 · Pion noir sur case blanche a6 · Pion noir sur case noire d6 · Pion blanc sur case blanche g6 · Pion noir sur case blanche b5 · Pion blanc sur case blanche d5 · Pion noir sur case noire e5 · Cavalier noir sur case blanche a4 · Pion noir sur case blanche e4 · Dame blanche sur case blanche h3 · Pion blanc sur case blanche a2 · Pion blanc sur case noire b2 · Pion blanc sur case blanche c2 · Fou blanc sur case noire d2 · Tour noire sur case noire f2 · Pion blanc sur case blanche g2 · Roi blanc sur case noire c1 · Tour blanche sur case blanche d1 | Tour noire sur case blanche a8 · Dame noire sur case noire d8 · Roi noir sur case blanche g8 · Tour blanche sur case noire h8 · Fou noir sur case noire g7 · Pion noir sur case blanche a6 · Pion noir sur case noire d6 · Pion blanc sur case blanche g6 · Pion noir sur case blanche b5 · Pion blanc sur case blanche d5 · Pion noir sur case noire e5 · Cavalier noir sur case blanche a4 · Pion noir sur case blanche e4 · Dame blanche sur case blanche h3 · Pion blanc sur case blanche a2 · Pion blanc sur case noire b2 · Pion blanc sur case blanche c2 · Fou blanc sur case noire d2 · Tour noire sur case noire f2 · Pion blanc sur case blanche g2 · Roi blanc sur case noire c1 · Tour blanche sur case blanche d1 | 1 |
|   | a | b | c | d | e | f | g | h |   |

L'ouverture porte le nom du maître d'échecs Bernard Parham d'Indianapolis , aux États-Unis, qui l'a joué de manière constante tout au long de sa carrière. Un jeu illustratif provient des Indianapolis - Scarborough, Canada Peace Games.

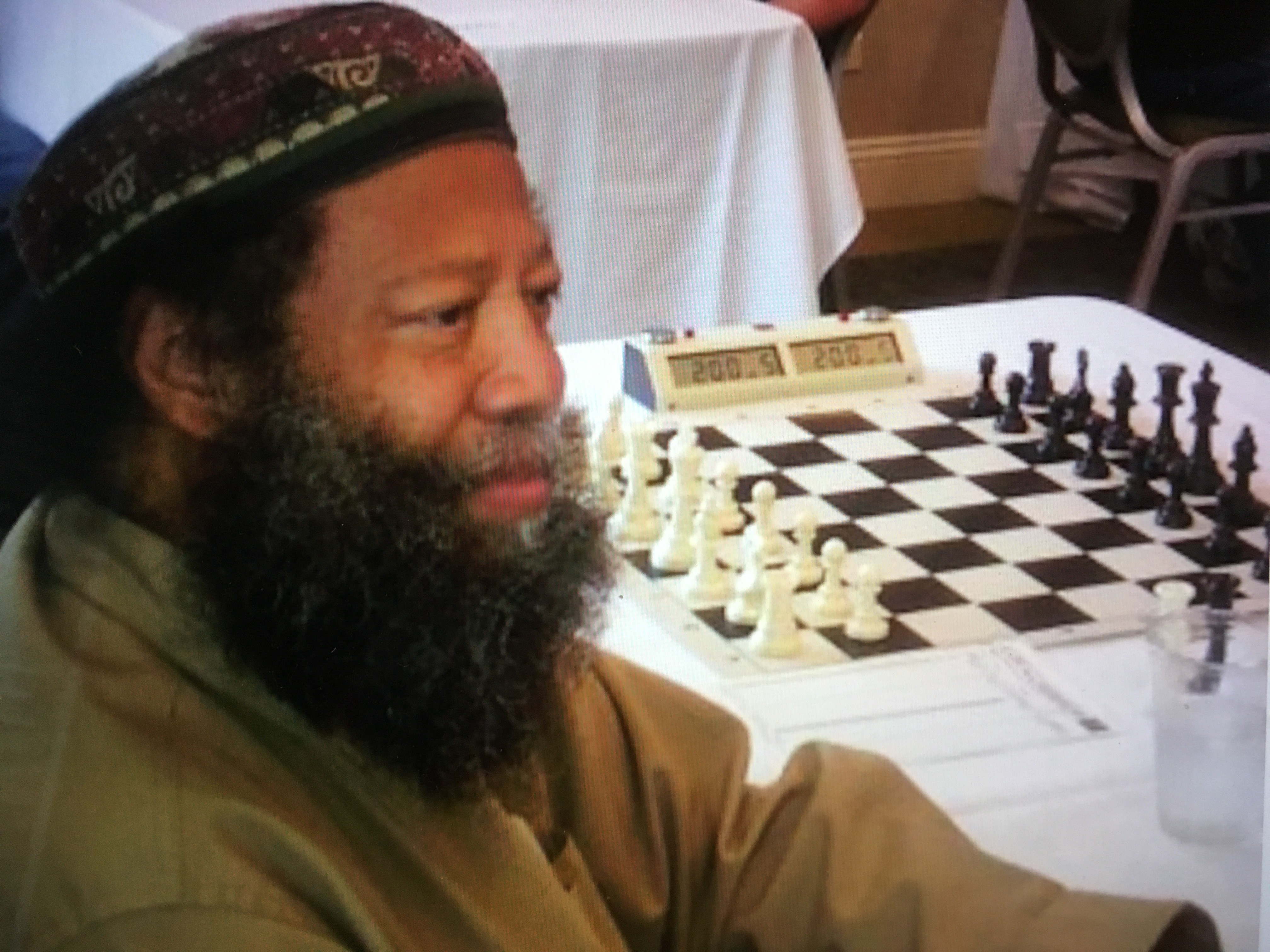
Bernard Parham, photo prise lors d'un tournoi USCF en 2010.

Ouverture: L'attaque Parham, Blancs: Bernard Parham, Noirs: Romeo Soriano, Événement: Indianapolis – Scarborough Peace Games, Place: Indianapolis, IN, USA, Date: 08/10/1996: 1. e4 e5 2. Dh5 d6 3. Fc4 g6 4. Df3 Cf6 5. Ce2 Fg7 6. Cbc3 0-0 7. d3 Fe6 8. h4 Fxc4 9. dxc4 Dd7 10. Fg5 De6 11. 0-0-0 Cbd7 12. Cg3 h6 13. Fd2 b5 14. cxb5 a6 15. b6 cxb6 16. h5 b5 17. Cd5 Cxd5 18. exd5 Df6 19. Da3 Cc5 20. De3 Ca4 21. Ce4 Dd8 22. hxg6 f5 23. Txh6 fxe4 24. Dh3 Txf2 25. Th8+ (schéma)